# 白黒アンジャッシュ
『白黒アンジャッシュ』（しろくろアンジャッシュ）は、千葉テレビ放送で2004年10月7日から放送されている、アンジャッシュがメイン司会を務めるお笑いトークバラエティ番組である。
2011年4月から2014年3月までの間は「5いっしょ3ちゃんねる」加盟局の群馬テレビ、とちぎテレビ、テレビ埼玉、テレビ神奈川にて同時ネットしていたほか、関東圏以外の各地のテレビ局でも遅れて放送されている。2014年4月以降は同時ネットではなくなった。
本稿では、2021年4月から2022年1月に放送されていた、当番組の予告編であるミニ番組の、『月刊 白黒アンジャッシュ』（げっかん しろくろアンジャッシュ）についても説明する。

## 概要
MCはアンジャッシュの児嶋一哉と渡部建。アンジャッシュにとって初の冠番組となった。番組タイトルの「白黒」は「白いアンジャッシュ（表アンジャッシュ）」と、「黒いアンジャッシュ（腹黒く、やらしい裏アンジャッシュ）」の2つのコンセプトを表す。番組ロゴをデザインしたのは東京03の豊本明長で、オープニングテーマの最後に表示されるロゴの右下に「DESIGN TOKYO 03 TOYOMOTO」と銘記されている。アンジャッシュが所属するプロダクション人力舎が制作協力を行っており、ゲスト出演者も人力舎所属のタレントが多い。
アンジャッシュは以前、同局で『M'zip』という音楽番組のMCを務めており、2003年9月に終了。その後、同局が制作費を出すという形で本番組が始まった。このように、スポンサーが無いにもかかわらず、当時若手芸人だったアンジャッシュに番組を持たせようと決断したチバテレの姿勢は高く評価された。現在では多くのスポンサーが付いたため、番組内でそのスポンサーの商品やサービスを用いた企画を行ったり、スポンサーが運営するショップにロケに赴いたりすることが増えている。
ローカル局であるがゆえに、開始当初は制作費が少なく、番組内の罰ゲームで制作費を出演者が自腹で負担させられることがあった。第1回の収録はまともなセットもない非常に暗いスタジオで、二人の衣装も白と黒の全身タイツだった。しかし、現在ではチバテレの人気番組となり、関東独立局としては異例とも言える最高視聴率3.7%を記録したことがある。また、2022年現在までに5巻のDVDが発売されている。
2012年に広島ホームテレビで放送されたバラエティ『アグレッシブですけど、何か?』の「ローカルMCサミットスペシャル」に児嶋が出演して語ったところによると、収録は月1回、そこで1か月分（4〜5本分）を収録しているとのこと。
恒例企画の1つとして、「ウィキにはこう書いてある」がある。これは、レギュラーまたはゲストに関するウィキペディアの記事について、本人の前で真偽を確認するものである。また、ウィキペディアには書いていないようなエピソードも披露される。この企画では、ウィキペディアの内容をより正確にするため、加筆・修正してほしい内容に対しては「（ウィキの）加筆・修正をお願いします」という字幕が表示され、視聴者に呼びかけている。後に、これに加えてさらに信憑性を高めるために「出典：白黒アンジャッシュをお忘れなく」という字幕も追加された。

### 月刊 白黒アンジャッシュ
2021年4月より放送。該当する月の1か月間に放送されるゲストや見どころを、人力舎芸人らが3分間で紹介する。この番組には、児嶋は出演しない。開始当初の2021年4月は、メインチャンネルの21:55 - 22:00に放送していた。2021年5月からは、サブチャンネル（チバテレ ミライチャンネル）内に新設された「チバミライチャンネル」（平日日中帯の教育・教養番組枠）内での放送となり、原則として17:45 - 17:50に放送される。ただし、17:00から放送の地元高校生制作番組、福祉関連番組、青少年スポーツ・コンクールなどの特番が1時間枠の場合、または『マリーンズナイター』放送日は休止となる。
2022年1月分の放送（最終は1月28日）をもって、『チバミライチャンネル』での放送を終了した。

## 主な出来事
2004年 - 2008年
- 競馬スプリンターズステークス当日に、同レースが行われる中山競馬場（千葉県船橋市）で公開収録が行われたことがある。さらに2005年 - 2007年は、表彰式のプレゼンターをアンジャッシュが務めた。この表彰式にアンジャッシュはタキシード姿で現れ、優勝騎手に対し2人が騎手を挟むような形で同時にキスをするのがお決まりとなっていた。なお、3年間のうち日本人（JRA所属）ジョッキーの優勝はアストンマーチャンに騎乗した中舘英二（現：調教師）のみであり[注 2]、唯一アンジャッシュのキスを受けた日本人でもある[4]。
- 2007年11月10日(土)に 岐阜市の岐阜放送本社（岐阜シティ・タワー43の4F）で公開収録を開催した（ゲスト：東京03）。
- 2008年6月5日放送の『アメトーーク』（テレビ朝日）の「地方冠番組芸人」にアンジャッシュが出演し本番組の裏話を披露した。
  - ヤマダ電機がスポンサーに入った回で、「テレビ局の偉い人がスポンサー様のご機嫌を損ねてはいけまいとして暴走し」（渡部）、「番組にライバル店のコジマを連想させるものがあってはならない」という結論に達し、その回だけ渡部と「小鳥ちゃん」（児嶋に鳥の着ぐるみを着せた）で番組を放送した。
  - 2014年10月14日放送の「ウィキにはこう書いてある」白黒アンジャッシュ編にて、この小鳥の着ぐるみの件は『M'zip』という番組での話であり「小鳥ちゃん」ではなく「ピヨコちゃん」であるという訂正の依頼があった。
- 2008年7月27日に「白黒アンジャッシュ放送200回記念」として、モリシア津田沼（千葉県習志野市）で公開収録を行った。

2009年
- 3月に番組オリジナルグッズとして4種類のTシャツの販売を開始した。プリントされているキャラクターは、千葉県名産のラッカセイをモチーフとした「ラッカマン」と「ラッカちゃん」で、キャラクターデザインは東京03の豊本明長。
- 6月3日の放送では、渡部が体調不良のため声を出すことができず、スタジオ収録を欠席した。そのため、児嶋1人でゲストの平成ノブシコブシとのトークを行った。実際はステージ裏で収録の模様をモニタリングしながら、伝令役のいけだてつやを通じて児嶋に指示を出していた。
- 10月15日に児嶋の改名企画を行った。メンバーから大喜利形式で案を出してもらい、それをゲッターズ飯田が鑑定して決定するというものだった。結局、森枝天平（エレファントジョン）の「コジの乱」という案を採用し、様子見ということで当番組限定で改名したが、出演者やスタッフの中でもまったく定着せず、改名の効果がまったくなかったということで、2010年9月30日の放送からは本名に戻した。

2010年
- 「白黒アンジャッシュ放送300回記念」連動企画として、2010年7月1日より富士そばとのコラボレーションで、コジの乱チーム考案の「冷しよくばり特撰そば」と渡部チーム考案の「冷し鶏マヨ水菜そば」が販売されている。また、コジの乱の「ねばり芸」をヒントに開発された「ねばり水」というミネラルウォーターが発売された。さらに、7月8日の放送ではゲストの平井善之（アメリカザリガニ）に、メンバーが書いたイラスト[注 3]を基にしたFlashアニメの新しいオープニングの制作を依頼し、9月2日の放送内で完成披露試写を行い、9月9日から正式に採用された。
- 10月7日の放送ではアンジャッシュの2人が一切登場しなかった。

2011年
- 4月12日の放送（3月10日収録分）で「白黒総選挙」が実施され、当日のスタジオ観覧者に「次回の収録を休んでもいいのは誰?」というアンケートを行い、選ばれた人は次回の収録に参加できないこととなった。この日出演したのは、アンジャッシュ、東京03、エレファントジョン、いけだてつや、KONANの9人だった。そして、5月24日の放送（4月17日収録分）で結果が発表され、エレファントジョンの2人が同率で最下位となり、この収録には参加せず、代わりに新メンバー候補としてシンデレラが紹介された。

2013年
- 7月16日・23日放送では、同じく5いっしょ3ちゃんねる同時ネット番組である『JOYのASOBU-TV JOYnt!』（群馬テレビ制作）の放送100回記念としてコラボレーション企画を行い、『JOYnt!』のレギュラー出演者であるJOYと小原春香（当時レギュラー出演のKONANと同じ元SDN48）が出演。23日放送では、JOYのプロフィールを前述の恒例企画「ウィキにはこう書いてある」として放送した。
- 8月6日から27日の4週にわたり、アンジャッシュの結成20周年を記念して居酒屋で酒を飲みながら思い出を語る「ノープランな夜」が放送された。参加者はアンジャッシュ、東京03の飯塚悟志と豊本明長、ドランクドラゴンの鈴木拓、ゲストのTKOと古坂大魔王で、4週目にはスペシャルゲストとしてヒロミが登場した。また、土田晃之、アンタッチャブルの山崎弘也、元関西テレビアナウンサーの梅田淳、ブッチャーブラザーズからVTRによるコメントが寄せられた。

2014年
- 渡部がインフルエンザによりスタジオ収録を欠席したため、2014年2月25日から3月18日の4週にわたり渡部の出演がなかった。
- 5月20日に放送500回を迎えた。記念企画が行われ、5月6日・13日放送では番組の長期継続を願って成田山新勝寺へ参拝に訪れる「ノープランなお出かけロケ」行い、5月27日から6月10日の放送ではアンジャッシュが呼びたいゲストとして1週目は児嶋がリクエストしたX-GUN、2週目は渡部がリクエストしたアメリカザリガニが出演してそれぞれトークを行い、3週目はアンジャッシュ、X-GUN、アメリカザリガニの3組により「コンビ愛再確認テスト」の企画を行った。
- 6月17日から7月8日の4週にわたり「街ぶら大喜利in佐原」を放送した。佐原でのロケに先立って千葉県庁を訪問し、森田健作県知事と対面した。
- 8月12日から8月26日の3週にわたり「街ぶら大喜利in札幌」を放送した。
- 10月7日から10月28日の4週にわたり「ウソだろ!?奇跡の放送10周年スペシャル」を放送した。居酒屋を貸し切ってのロケであり「ウィキにはこう書いてある」白黒アンジャッシュ編や名場面VTRにより番組の10年を振り返った。

2015年
- 3月（3月10日 - 3月31日）放送では、明石家さんまがサプライズ出演する「超ビックリ」企画を4週にわたり放送する。この企画は、事前に児嶋だけがさんまが出演するのを知った状態で、渡部へのドッキリとして行われる企画である[5]。児嶋とさんまは趣味の麻雀仲間であり、児嶋の呼びかけでチバテレ出演が実現したとのことで、そのために児嶋だけが事前に出演を知っていた。なお、さんまはチバテレだけでなく、関東地方の独立局制作番組への出演は史上初の出来事である[6]。さんまの本人談によると、若手時代にびわ湖放送開局記念生放送への出演経験はあるとのことで[7]、独立局への出演はそれ以来40年ぶりである。さんまへのギャラは本番中に手渡しで支給され、チュバのマークが入った封筒に五千円札1枚だけの、1週あたり1,250円だった[8]。
- 6月2日放送にて4代目アシスタントのKONANが番組からの卒業を発表した。翌週から4週にわたり「KONAN番組卒業スペシャル」として樹の上の冒険王国ターザニア（千葉県長生郡長柄町）でのロケや「ウィキにはこう書いてある」KONAN編などの企画を放送し、6月30日放送を以って番組から卒業した。
- 7月8日放送にて5代目の新アシスタントをオーディションで決めることを発表した。番組に強運を呼び込むため、ゲッターズ飯田を選考委員として「名前」「生年月日」「手相」だけで運が良い人を鑑定し、最も運の良い人を新アシスタントに決定する[9][10]。
- 8月11日から8月25日の3週にわたり「街ぶら大喜利in札幌2015」を放送した。ロケの中でネット局である札幌テレビの生放送番組『マハトマパンチ』に出演して番組の告知を行った。
- 11月10日放送ではチバテレの上田誠也社長が出演した。番組スタッフから偽物の社長と聞かされた児嶋は、社長に対してわざと失礼な態度を繰り返して渡部を慌てさせるドッキリを仕掛けるが、本当の仕掛け人は渡部と上田社長であり、図らずも本物の社長に無礼を働いてしまうこととなる児嶋への逆ドッキリ企画だった[11][12]。

2016年
- 3月7日放送で「運だけで選ぶ!新アシスタントオーディション!」の最終選考および合格者発表が行われた。当日は、応募総数503通のうちゲッターズ飯田の鑑定や面談を通過した5名がスタジオに登場。選考の結果、アイドルの東まりな、大学生の唐澤美玲の2名が新アシスタントに選ばれた。最終候補者5人の中には元AKB48の松井咲子が含まれていた[13][14]。
- 白黒-1グランプリ2016が開催。三福エンターテイメントが、初代王者になった。

2017年
- 大竹一樹（さまぁ〜ず）がゲスト出演。結婚してからの私生活や渡部の結婚式の暴露などをした。
- 白黒-1グランプリ2017が開催。

2018年
- 2人の仕事の都合上、ゲストとトークする際、貸しスタジオで収録。ツーショットトークが多く行われている。

2019年
- 「白黒ワンジャッシュ」と題名を変えて、お互いの愛犬を連れてぶらりとロケを行った。

2020年
- 6月9日、渡部のスキャンダルにより、同日放送を最後に一時休止[15]。
- 6月30日、番組の放送を再開した[16]。

2021年
- 4月改編で、平日22時台が演歌番組再放送枠から、バラエティ枠の「チ・バラエティ」に変更されることに伴い、3月30日より放送時間を22:00 - 22:30に変更することになった[17]。
- 4月5日より、『月刊 白黒アンジャッシュ』を放送（2022年1月28日まで放送）。
- 11月9日 - 30日の4週間は、以下の特別企画を放送[18]。
  - 「千葉市制100周年記念 3分でわかる 千葉市レジェンド」と題して、千葉市のレジェンドと言える偉人を、人力舎芸人が紹介する企画を放送。なおタイトルの「3分」は「それだけ分かりやすく説明」という意味合いでつけられたもので、コーナーの放送時間が3分という意味ではない。
  - トークゲストとしてガチャピンが4週にわたって出演。ガチャピン曰く「チバテレのスタジオは初めて」とのことで、実際にチバテレ本社の来訪は当番組が初めてであるが、過去にチバテレでの出演歴はある。ガチャピンが出演する『Beポンキッキ』『beポンキッキーズ』（いずれもフジテレビでの地上波放送から撤退し、BSフジに移管）を地上波で唯一チバテレで遅れネットしていたことがある他、2010年にはフジテレビ主催・チバテレ後援イベントの「成田スカイアクセス開業記念 サマーフェスタ2010」のCMに、ムックと共に出演していた[19]。

2022年
- 2月15日、渡部が2020年6月9日放送回以来、約1年8か月ぶりに出演した[20]。
- 3月7日、同年2月15日（チバテレ放送分）の放送回から在京民放キー局5社共同運営の動画配信サービス「TVer」での配信を開始した[21]。なお、番組は日本テレビが運営している無料動画配信サービス「日テレ無料TADA!」に供給しており、TVerでは更にその供給を受ける形で配信されている[22]。

2023年
- 7月29日、定額制動画配信サービス「DMM TV」での見放題配信[注 4]を開始した[23]。
- 10月3日（同月2日深夜）、東京メトロポリタンテレビジョン（TOKYO MX）での放送を約1年7か月ぶりに再開した[24]。

2024年
- 2月6日、同日放送回で番組開始から1,000回を達成。これを記念して、同月6日・13日・20日放送回（チバテレ放送分）のゲストは東野幸治と後藤輝基（フットボールアワー）が出演[25][26]。なお、東野はチバテレを含めた関東地方の独立局制作番組初出演となる。
- 5月7日 - 21日、3月24日にTIPSTAR DOME CHIBA（旧・千葉競輪場）で実施した公開収録を放送。岡野陽一とターリーターキーがゲスト出演した[27][28]。

### 渡部の出演自粛と復帰
2020年6月9日、渡部が自身のスキャンダルを理由にテレビ各局に対し、番組出演の全面自粛を申し入れたことに伴い、同日放送を最後に一時休止。同月16日と23日放送分は別番組『ごりやくさん』（KBS京都制作）に差し替えた。既に7月後半までの計8本を収録済みだったが、全てお蔵入りにした上で、同月17日、同月30日放送分以降は児嶋一哉のみで番組を継続させることを発表した。
2020年6月30日、冒頭5分間、児嶋が一人で今後の番組の方向性についての説明を行った。その後助っ人としてドランクドラゴンが登場し、番組を進行した。塚地は「渡部さんは昔からモテる人。結婚してモテることを捨てようとしたのかと思っていたがモテ続けていたんだなと思った」と渡部の結婚前の女性関係を見ていたため今回の報道を見ても驚きは無かったと語った。以降番組は児嶋単独、回によっては助っ人MCを迎えて放送を行っている。
2022年2月5日、アンジャッシュの所属事務所であるプロダクション人力舎は前述の事情から芸能活動を一時休止していた渡部を復帰させることを発表。千葉テレビも同月15日放送分から出演を再開させることを発表した。児嶋も自身のYouTubeにて、復帰発表当日の同月5日に渡部と共に収録を行ったことを報告した。なお、本番組での渡部復帰を巡っては同月4日未明に複数のスポーツ紙から報じられていたが、千葉テレビは「そのようなお話はありませんのでお答えできません」と否定していた。なお、2022年2月時点で番組の公式サイトには渡部はおらず、児嶋のみが掲載されている。
2022年2月15日、前述の告知通り、同日放送分で渡部が2020年6月9日放送回以来、約1年8か月ぶりに出演。渡部は「僕がしてしまった本当にバカげたことで大変ご迷惑をおかけしたこと、心よりお詫び申し上げます。特に多目的トイレを必要としている方々、大変な不便をおかけしましたし、大変不快な思いもさせてしまったと思います。本当に申し訳ございませんでした」と詫びた。
2022年2月22日、同日放送分で立ち位置を渡部が左、児嶋が右にすることを決めた。MCを児嶋がやるために右のほうがゲストに近いことが理由で、立ち位置を変えずにゲストを左に招くことも考えたが、それだと渡部が上座になってしまうとの理由で立ち位置を変えることになった。また、オアシズの大久保佳代子に考案してもらったアーンジャッシュのポーズを毎回やることを決めた。「大島さん」「児嶋だよ！」のいじりの後には「スケベさん」「渡部だよ！」といじり返すことも決めた。
2022年2月23日、本番組のネット局のうち、東京都のテレビ局である東京メトロポリタンテレビジョン（TOKYO MX）が同月24日深夜に放送予定の渡部の番組復帰直前回となる同月8日（チバテレ放送分）の放送回を以て、番組を打ち切ることがスポーツニッポンから報じられた。同局は本番組終了の理由について、「総合的な判断から放送を終了させていただくことといたしました。チバテレビさんで2月15日に放送された放送回以降の放送の予定はございません」とのコメントを発表している。
2022年2月25日、TOKYO MXと同じ全国独立放送協議会（独立協）加盟局のテレビ埼玉（テレ玉）や群馬テレビ（群テレ）、テレビ神奈川（tvk）は本番組の放送継続を決定しているほか、チバテレから2～3か月以上遅れて放送しているとちぎテレビ（とちテレ・独立協）や札幌テレビ放送（STV・日本テレビ系列）でも同月15日の放送回を前倒しで放映することで調整していることが日刊スポーツや東京スポーツから報じられた。その一方で三重テレビ放送（MTV・独立協）は「渡部の番組復帰回以降の放送については検討中」としているなど、ネット局で対応が分かれている。
しかし、2022年3月5日、MTVはTOKYO MXと同様に同年2月8日（チバテレ放送分）の放送回を以て、番組を打ち切ったことが同月7日に日刊スポーツの取材により明らかになった。MTVでは「本番組をゴールデンタイムに放送しており、視聴者からも渡部の復帰について『賛否両論多数の意見を頂いた』ことが今回の判断に至った」とコメントしている。
2022年3月19日、京都放送（KBS京都・独立協）は渡部が復帰した同年2月15日（チバテレ放送分）の放送回を同年3月25日に放送し、本番組の放送を継続することが公式サイトなどで発表された。
2023年10月3日（同月2日深夜）、TOKYO MXは同局での放送を約1年7か月ぶりに再開した。

## 出演者

### メイン司会
- 児嶋一哉（アンジャッシュ）
- 渡部建（アンジャッシュ） - 2020年6月30日 - 2022年2月8日は出演自粛。2022年2月15日放送分から復帰。

### ゲスト
（出典：）
| 2004年 | 2004年         | 2004年                                           | 2004年 |
| #      | 放送日         | ゲスト                                           |        |
| ------ | -------------- | ------------------------------------------------ | ------ |
| 1      | 10月7日        |                                                  |        |
| 2-3    | 10月14日、21日 | 東京03                                           |        |
| 4      | 10月28日       | キングオブコメディ、佐野夏芽、都築あこ           |        |
| 5-6    | 11月4日、11日  | 佐野夏芽、都築あこ、東京03                       |        |
| 7      | 11月18日       | 佐野夏芽、都築あこ、東京03、KAIENTAI DOJO        |        |
| 8      | 11月25日       | 佐野夏芽、都築あこ、キングオブコメディ、清水直行 |        |
| 9      | 12月2日        | 佐野夏芽、都築あこ、清水直行、東京03             |        |
| 10     | 12月9日        |                                                  |        |
| 11     | 12月16日       | 佐野夏芽、都築あこ、東京03                       |        |
| 12     | 12月23日       | 佐野夏芽、都築あこ、東京03、ゲッターズ           |        |

| 2005年 | 2005年                      | 2005年                                                                             | 2005年 |
| #      | 放送日                      | ゲスト                                                                             |        |
| ------ | --------------------------- | ---------------------------------------------------------------------------------- | ------ |
| 13     | 1月6日                      | 佐野夏芽、都築あこ、東京03、キングオブコメディ、北陽                               |        |
| 14     | 1月13日                     |                                                                                    |        |
| 15     | 1月20日                     | 佐野夏芽、都築あこ、ゲッターズ                                                     |        |
| 16     | 1月27日                     | 佐野夏芽、都築あこ、田上よしえ、東京03                                             |        |
| 17     | 2月3日                      | 佐野夏芽、都築あこ、北陽、おぎやはぎ、アンタッチャブル、東京03                     |        |
| 18-19  | 2月10日、17日               | 佐野夏芽、都築あこ、キングオブコメディ                                             |        |
| 20     | 2月24日                     | 佐野夏芽、都築あこ、及川奈央                                                       |        |
| 21-22  | 3月3日、10日                | 佐野夏芽、都築あこ、東京03                                                         |        |
| 23     | 3月17日                     | 佐野夏芽、都築あこ、キングオブコメディ                                             |        |
| 24     | 3月24日                     | 佐野夏芽、都築あこ、ダンディ坂野、キングオブコメディ                               |        |
| 25     | 3月31日                     | 佐野夏芽、都築あこ、バナナマン、東京03、アントキの猪木                             |        |
| 26     | 4月7日                      | 佐野夏芽、都築あこ、アントキの猪木、バナナマン                                     |        |
| 27-30  | 4月14日、21日、28日、5月5日 | 佐野夏芽、都築あこ、東京03                                                         |        |
| 31     | 5月12日                     | 佐野夏芽、都築あこ、いっこく堂、東京03                                             |        |
| 32-33  | 5月19日、26日               | 佐野夏芽、都築あこ                                                                 |        |
| 34     | 6月2日                      | 佐野夏芽、都築あこ、東京03、キングオブコメディ                                     |        |
| 35     | 6月9日                      | 佐野夏芽、都築あこ、コージー冨田、東京03、キングオブコメディ                       |        |
| 36-37  | 6月16日、23日               | 佐野夏芽、都築あこ、東京03、ゲッターズ飯田                                         |        |
| 38-39  | 6月30日、7月7日             | 佐野夏芽、都築あこ、東京03、キングオブコメディ、ゲッターズ飯田                     |        |
| 40     | 7月14日                     | 佐野夏芽、都築あこ、東京03                                                         |        |
| 41     | 7月21日                     | 佐野夏芽、都築あこ                                                                 |        |
| 42     | 7月28日                     | 佐野夏芽、都築あこ、スピードワゴン                                                 |        |
| 43     | 8月4日                      | 佐野夏芽、都築あこ、土田晃之、東京03                                               |        |
| 44     | 8月11日                     | 佐野夏芽、都築あこ、土田晃之                                                       |        |
| 45     | 8月18日                     | 佐野夏芽、都築あこ、東京03                                                         |        |
| 46-47  | 8月25日、9月1日             | 佐野夏芽、都築あこ、東京03、キングオブコメディ                                     |        |
| 48     | 9月8日                      | 佐野夏芽、都築あこ、さくらんぼブービー、東京03、キングオブコメディ、ゲッターズ飯田 |        |
| 49     | 9月15日                     | 佐野夏芽、都築あこ、東京03                                                         |        |
| 50     | 9月22日                     | 佐野夏芽、都築あこ、東京03、キングオブコメディ                                     |        |
| 51     | 9月29日                     | 佐野夏芽、都築あこ                                                                 |        |
| 52     | 10月6日                     | 佐野夏芽、都築あこ、東京03                                                         |        |
| 53     | 10月13日                    | 佐野夏芽、都築あこ、ゲッターズ飯田、東京03                                         |        |
| 54     | 10月20日                    | 佐野夏芽、都築あこ、鉄拳                                                           |        |
| 55     | 10月27日                    | 佐野夏芽、都築あこ                                                                 |        |
| 56     | 11月3日                     | 佐野夏芽、都築あこ、やるせなす                                                     |        |
| 57     | 11月10日                    | 佐野夏芽、都築あこ、辺見えみり、長井秀和、三重テレビアナウンサー                   |        |
| 58     | 11月17日                    | 佐野夏芽、都築あこ、三重テレビアナウンサー                                         |        |
| 59     | 11月24日                    | 佐野夏芽、都築あこ、東京03、木下大サーカス                                         |        |
| 60     | 12月1日                     | 佐野夏芽、都築あこ、東京03、キングオブコメディ                                     |        |
| 61     | 12月8日                     | 佐野夏芽、都築あこ、インスタントジョンソン、清水直行、東京03                       |        |
| 62     | 12月15日                    | 佐野夏芽、都築あこ、ゲッターズ飯田、東京03、キングオブコメディ                     |        |
| 63     | 12月22日                    | 佐野夏芽、都築あこ、東京03、キングオブコメディ                                     |        |
| 64     | 12月22日                    | 佐野夏芽、都築あこ、東京03                                                         |        |

| 2006年 | 2006年                | 2006年                                                                                          | 2006年 |
| #      | 放送日                | ゲスト                                                                                          |        |
| ------ | --------------------- | ----------------------------------------------------------------------------------------------- | ------ |
| 65     | 1月5日                | 佐野夏芽、都築あこ、北陽、おぎやはぎ、アンタッチャブル、東京03                                  |        |
| 66-67  | 1月12日、19日         | 佐野夏芽、都築あこ、エレキコミック                                                              |        |
| 68     | 1月26日               | 佐野夏芽、都築あこ、東京03                                                                      |        |
| 69     | 2月2日                | 佐野夏芽、都築あこ、東京03、キングオブコメディ                                                  |        |
| 70     | 2月9日                | 佐野夏芽、都築あこ、神奈月、東京03、アントキの猪木、リトル清原                                  |        |
| 71     | 2月16日               | 佐野夏芽、都築あこ、東京03、アントキの猪木、リトル清原                                          |        |
| 72     | 2月23日               | 佐野夏芽、都築あこ、キングオブコメディ、エレファントジョン                                      |        |
| 73     | 3月2日                | 佐野夏芽、都築あこ、小池伸一郎                                                                  |        |
| 74-75  | 3月9日、16日          | 佐野夏芽、都築あこ、東京03                                                                      |        |
| 76     | 3月23日               | 佐野夏芽、都築あこ、キングオブコメディ                                                          |        |
| 77     | 3月30日               | 佐野夏芽、都築あこ、東京03、吉井秀仁、伊藤克信                                                  |        |
| 78     | 4月4日                | 佐野夏芽、都築あこ、あべこうじ                                                                  |        |
| 79     | 4月11日               | 佐野夏芽、都築あこ、エレファントジョン                                                          |        |
| 80-81  | 4月18日、25日         | 佐野夏芽、都築あこ                                                                              |        |
| 82     | 5月2日                | 佐野夏芽、都築あこ、東京03                                                                      |        |
| 83     | 5月9日                | 佐野夏芽、都築あこ、井上博友                                                                    |        |
| 84     | 5月16日               | 佐野夏芽、都築あこ、マイケル、鴻上尚史、斉藤慶太、大和田美帆、安原義人、牧瀬里穂                |        |
| 85     | 5月23日               | 佐野夏芽、都築あこ、東京03、キングオブコメディ、綱引チーム                                      |        |
| 86     | 5月30日               | 佐野夏芽、都築あこ、鴻上尚史、斉藤慶太、大和田美帆、牧瀬里穂                                    |        |
| 87     | 6月6日                | 佐野夏芽、都築あこ、ハリセンボン                                                                |        |
| 88     | 6月13日               | 佐野夏芽、都築あこ、エレファントジョン、吉岡美穂                                                |        |
| 89     | 6月20日               | 佐野夏芽、都築あこ、東京03                                                                      |        |
| 90-92  | 6月27日、7月4日、11日 | 佐野夏芽、都築あこ                                                                              |        |
| 93     | 7月18日               | 佐野夏芽、都築あこ、キングオブコメディ                                                          |        |
| 94     | 7月25日               | 佐野夏芽、都築あこ、アントキの猪木、リトル清原、キングオブコメディ、エレファントジョン          |        |
| 95     | 8月1日                | 佐野夏芽、都築あこ、キングオブコメディ、ラバーガール、エレファントジョン、鬼ヶ島                |        |
| 96     | 8月8日                | 佐野夏芽、都築あこ                                                                              |        |
| 97     | 8月15日               | 佐野夏芽、都築あこ、キングオブコメディ                                                          |        |
| 98     | 8月22日               | 佐野夏芽、都築あこ、パペットマペット、キングオブコメディ                                        |        |
| 99     | 8月29日               | 佐野夏芽、都築あこ、キングオブコメディ                                                          |        |
| 100    | 9月5日                | 佐野夏芽、都築あこ、東京03、キングオブコメディ、おぎやはぎ、ドランクドラゴン、北陽、清水直行 他 |        |
| 101    | 9月12日               | 佐野夏芽、都築あこ、東京03、キングオブコメディ                                                  |        |
| 102    | 9月19日               | 佐野夏芽、都築あこ、東京03                                                                      |        |
| 103    | 9月26日               | 佐野夏芽、都築あこ、デンジャラス                                                                |        |
| 104    | 10月3日               | 佐野夏芽、都築あこ                                                                              |        |
| 105    | 10月10日              | はなわ                                                                                          |        |
| 106    | 10月17日              | 東京03、キングオブコメディ                                                                      |        |
| 107    | 10月24日              | 斉藤直樹、東京03、キングオブコメディ                                                            |        |
| 108    | 10月31日              | 千葉大学ジャグリングチーム、角田晃広（東京03）                                                  |        |
| 109    | 11月7日               | 今江敏晃                                                                                        |        |
| 110    | 11月14日              |                                                                                                 |        |
| 111    | 11月21日              | 今江敏晃、男子                                                                                  |        |
| 112    | 11月28日              | 東京03                                                                                          |        |
| 113    | 12月5日               | 真央侑奈                                                                                        |        |
| 114    | 12月12日              | パッション屋良                                                                                  |        |
| 115    | 12月19日              | ビジトジ                                                                                        |        |
| 116    | 12月26日              | 千葉大学ジャグリングチーム、角田晃広（東京03）、男子                                            |        |

| 2007年  | 2007年              | 2007年                                                                                           | 2007年         |
| #       | 放送日              | ゲスト                                                                                           | 備考           |
| ------- | ------------------- | ------------------------------------------------------------------------------------------------ | -------------- |
| 117     | 1月2日              |                                                                                                  |                |
| 118     | 1月9日              | 原口あきまさ                                                                                     |                |
| 119-121 | 1月16日、23日、30日 |                                                                                                  |                |
| 122     | 2月6日              | 前田健、瀧澤学園千葉専門学校                                                                     |                |
| 123-124 | 2月13日、20日       | 東京03                                                                                           |                |
| 125     | 2月27日             |                                                                                                  |                |
| 126     | 3月6日              | 瀧澤学園千葉専門学校                                                                             |                |
| 127     | 3月13日             | ZOXYDOLL                                                                                         |                |
| 128-129 | 3月20日、27日       | 東京03、キングオブコメディ、川村龍俊                                                             |                |
| 130     | 4月3日              | 東京03、キングオブコメディ、川村龍俊、シルヴィア奈緒美                                           |                |
| 131     | 4月10日             | シルヴィア奈緒美、キングオブコメディ、東京03                                                     |                |
| 132     | 4月17日             | シルヴィア奈緒美、東京03、キングオブコメディ、オトノ葉                                           |                |
| 133     | 4月24日             | シルヴィア奈緒美、東京03                                                                         |                |
| 134     | 5月1日              | シルヴィア奈緒美、キングオブコメディ、東京03                                                     |                |
| 135     | 5月8日              | シルヴィア奈緒美、小梅太夫withHigh!Cheese                                                        |                |
| 136     | 5月15日             | シルヴィア奈緒美                                                                                 |                |
| 137     | 5月22日             | シルヴィア奈緒美、東京03豊本                                                                     |                |
| 138     | 5月29日             | シルヴィア奈緒美                                                                                 |                |
| 139     | 6月5日              | シルヴィア奈緒美、エレファントジョン、コダマックス                                               |                |
| 140     | 6月12日             | シルヴィア奈緒美、長井秀和、東京03、キングオブコメディ、エレファントジョン、コダマックス         |                |
| 141     | 6月19日             | シルヴィア奈緒美、東京03、キングオブコメディ                                                     |                |
| 142     | 6月26日             | シルヴィア奈緒美、キングオブコメディ、男子                                                       |                |
| 143     | 7月3日              | シルヴィア奈緒美、キングオブコメディ、宮城マリオ                                                 |                |
| 144     | 7月10日             | シルヴィア奈緒美、東京ダイナマイト、キングオブコメディ                                           |                |
| 145     | 7月17日             | シルヴィア奈緒美、東京03、ヤマトマモル                                                           |                |
| 146     | 7月24日             | シルヴィア奈緒美、神谷尚、東京03、ヤマトマモル                                                   |                |
| 147     | 7月31日             | シルヴィア奈緒美、東京03、ヤマトマモル                                                           |                |
| 148     | 8月7日              | シルヴィア奈緒美、東京03                                                                         |                |
| 149     | 8月14日             | シルヴィア奈緒美、アメリカザリガニ、エレファントジョン、ヤマトマモル、タイガーこてつ             |                |
| 150     | 8月21日             | シルヴィア奈緒美、東京03、エレファントジョン、島丈八、松浦さあや、マロン陵                       |                |
| 151     | 8月28日             | シルヴィア奈緒美、麻璃凛、真央侑奈、ゲッターズ飯田、横田淑恵、エレファントジョン、タイガーこてつ |                |
| 152     | 9月4日              | シルヴィア奈緒美、エレファントジョン                                                             |                |
| 153     | 9月11日             | シルヴィア奈緒美、長州小力、エレファントジョン、山高孝信                                         |                |
| 154     | 9月18日             | シルヴィア奈緒美、エレファントジョン                                                             |                |
| 155     | 9月25日             | シルヴィア奈緒美、エレファントジョン、遠藤憲昭                                                   |                |
| 156     | 10月2日             | シルヴィア奈緒美、東京03、エレファントジョン                                                     |                |
| 157     | 10月9日             | シルヴィア奈緒美、アメリカザリガニ、鬼ヶ島、今野浩喜（キングオブコメディ）、遠藤憲昭             |                |
| 158     | 10月16日            | シルヴィア奈緒美、アメリカザリガニ、鬼ヶ島、東京03、エレファントジョン                           |                |
| 159     | 10月23日            | シルヴィア奈緒美、鬼ヶ島、今野浩喜（キングオブコメディ）、東京03、輪島功一                       |                |
| 160-161 | 10月30日、11月6日   | シルヴィア奈緒美、鬼ヶ島、今野浩喜（キングオブコメディ）、エレファントジョン、輪島功一、竹原慎二 |                |
| 162     | 11月13日            | シルヴィア奈緒美、やまもとまさみ、鬼ヶ島、今野浩喜（キングオブコメディ）、エレファントジョン     |                |
| 163     | 11月20日            | シルヴィア奈緒美、鬼ヶ島、今野浩喜（キングオブコメディ）、エレファントジョン                     |                |
| 164     | 11月27日            | シルヴィア奈緒美、オトノ葉、エレファントジョン、今野浩喜（キングオブコメディ）、鬼ヶ島           | ぎふチャン収録 |
| 165     | 12月4日             | 東京03、エレファントジョン、ぎふちゃん高木アナ                                                   |                |
| 166     | 12月11日            | ぎふちゃん高木アナ、TKO、東京03、エレファントジョン                                              | ぎふチャン収録 |
| 167-168 | 12月18日、25日      | ぎふちゃん高木アナ、東京03、エレファントジョン                                                   | ぎふチャン収録 |

| 2008年  | 2008年                | 2008年 | 2008年 |
| #       | 放送日                | ゲスト |        |
| ------- | --------------------- | --- | ------ |
| 169     | 1月1日                | シルヴィア奈緒美、東京03、鬼ヶ島、今野浩喜（キングオブコメディ）、エレファントジョン、瀧澤学園千葉専門学校 |        |
| 170     | 1月8日                | シルヴィア奈緒美、マギー審司、東京03、エレファントジョン、今野浩喜（キングオブコメディ）                   |        |
| 171     | 1月15日               | シルヴィア奈緒美、東京03、エレファントジョン、今野浩喜（キングオブコメディ）、鬼ヶ島、ニッケルバック       |        |
| 172-173 | 1月22日、29日         | シルヴィア奈緒美、東京03、エレファントジョン、今野浩喜（キングオブコメディ）、鬼ヶ島                       |        |
| 174     | 2月5日                | シルヴィア奈緒美、エレファントジョン、キングオブコメディ                                                   |        |
| 175     | 2月12日               | シルヴィア奈緒美、猫ひろし、ジジ・ぶぅ、キングオブコメディ、エレファントジョン                             |        |
| 176     | 2月19日               | シルヴィア奈緒美、東京03、キングオブコメディ、エレファントジョン                                           |        |
| 177     | 2月26日               | シルヴィア奈緒美、キングオブコメディ、エレファントジョン                                                   |        |
| 178     | 3月4日                | シルヴィア奈緒美、エレファントジョン、ニッケルバック、瀧澤学園千葉専門学校                                 |        |
| 179     | 3月11日               | シルヴィア奈緒美、安田大サーカス                                                                           |        |
| 180     | 3月18日               | シルヴィア奈緒美、エレファントジョン、ニッケルバック                                                       |        |
| 181-182 | 3月25日、4月1日       | |        |
| 183     | 4月8日                | エレファントジョン、ニッケルバック、ゆってぃ、鬼ヶ島                                                       |        |
| 184     | 4月15日               | キングオブコメディ、エレファントジョン、薗浦健太郎、森英介、武藤容治、麻生太郎                             |        |
| 185     | 4月22日               | サンドウィッチマン、薗浦健太郎、麻生太郎                                                                   |        |
| 186     | 4月29日               | サンドウィッチマン、ニッケルバック                                                                         |        |
| 187     | 5月6日                | シルヴィア奈緒美、キングオブコメディ、エレファントジョン、薗浦健太郎、森英介、武藤容治、東京03             |        |
| 188     | 5月13日               | キングオブコメディ、エレファントジョン、東京03                                                             |        |
| 189     | 5月20日               | HEY!たくちゃん                                                                                             |        |
| 190     | 5月27日               | エレファントジョン                                                                                         |        |
| 191     | 6月3日                | エレファントジョン、東京03、亜門虹彦、SUAL拳(サルパンチ)                                                   |        |
| 192     | 6月10日               | エレファントジョン、東京03、亜門虹彦                                                                       |        |
| 193     | 6月17日               | エレファントジョン、東京03                                                                                 |        |
| 194     | 6月24日               | こまつ、エレファントジョン、東京03                                                                         |        |
| 195     | 7月1日                | エレファントジョン、東京03                                                                                 |        |
| 196     | 7月8日                | 島田秀平、エレファントジョン、東京03、キングオブコメディ                                                   |        |
| 197     | 7月15日               | 島田秀平、エレファントジョン、AYA、和田めぐみ、キングオブコメディ、工藤裕生                                |        |
| 198     | 7月22日               | エレファントジョン、キングオブコメディ                                                                     |        |
| 199     | 7月29日               | エレファントジョン、キングオブコメディ、LOVE ONE Sailor's                                                  |        |
| 200     | 8月5日                | ハマカーン                                                                                                 |        |
| 201     | 8月12日               | 東京03、キングオブコメディ、エレファントジョン                                                             |        |
| 202-204 | 8月19日、26日、9月2日 | 東京03、キングオブコメディ、エレファントジョン 他                                                          |        |
| 205-207 | 9月9日、16日、23日    | キングオブコメディ、エレファントジョン 他                                                                  |        |
| 208     | 10月2日               | エレファントジョン                                                                                         |        |
| 209     | 10月9日               | インスタントジョンソン、小泉今日子、香川照之 他                                                            |        |
| 210     | 10月16日              | 小泉今日子、香川照之 他                                                                                    |        |
| 211     | 10月23日              | 東京03 |        |
| 212-213 | 10月30日、11月6日     | 東京03、エレファントジョン                                                                                 |        |
| 214     | 11月13日              | 東京03 他                                                                                                  |        |
| 215-216 | 11月20日、27日        | 東京03、キングオブコメディ、エレファントジョン                                                             |        |
| 217     | 12月4日               | 360°モンキーズ、エレファントジョン 他                                                                      |        |
| 218     | 12月11日              | キングオブコメディ、エレファントジョン                                                                     |        |
| 219-220 | 12月18日、25日        | キングオブコメディ、エレファントジョン 他                                                                  |        |

| 2009年  | 2009年                | 2009年                                             | 2009年 |
| #       | 放送日                | ゲスト                                             |        |
| ------- | --------------------- | -------------------------------------------------- | ------ |
| 221-222 | 1月8日、15日          | キングオブコメディ、ラバーガール 他                |        |
| 223-224 | 1月22日、29日         | ブッチャーブラザーズ                               |        |
| 225     | 2月5日                | ラバーガール、キングオブコメディ                   |        |
| 226-227 | 2月12日、19日         | が〜まるちょば 他                                  |        |
| 228-229 | 2月26日、3月5日       | エレファントジョン、三福星、白川ゆり、BEAT 他      |        |
| 230     | 3月12日               | キングオブコメディ、ラバーガール                   |        |
| 231     | 3月19日               | 古坂大魔王、東京03、KONAN 他                       |        |
| 232-233 | 3月26日、4月2日       | 東京03、エレファントジョン、KONAN                  |        |
| 234     | 4月9日                | 東京03、エレファントジョン 他                      |        |
| 235     | 4月16日               | ラバーガール、エレファントジョン、KONAN 他         |        |
| 236-238 | 4月23日、30日、5月7日 | キングオブコメディ、ラバーガール、KONAN 他         |        |
| 239     | 5月14日               | 桜塚やっくん 他                                    |        |
| 240     | 5月21日               | イジリー岡田 他                                    |        |
| 241-242 | 5月28日、6月4日       | 東京03、ラバーガール、KONAN、エレファントジョン 他 |        |
| 243     | 6月11日               | 東京03、ラバーガール、KONAN、古坂大魔王 他         |        |
| 244     | 6月18日               | 東京03、ラバーガール、KONAN、エレファントジョン 他 |        |
| 245     | 6月25日               | 東京03、エレファントジョン、KONAN 他               |        |
| 246     | 7月2日                | 東京03、エレファントジョン、KONAN、古坂大魔王 他   |        |
| 247     | 7月9日                | 東京03、エレファントジョン、KONAN 他               |        |
| 248     | 7月16日               | キングオブコメディ、エレファントジョン 他          |        |
| 249     | 7月23日               | キングオブコメディ、マガジンズ 他                  |        |
| 250     | 7月30日               | キングオブコメディ、ゆってぃ 他                    |        |
| 251     | 8月6日                | キングオブコメディ、KONAN 他                       |        |
| 252     | 8月13日               | ゆってぃ、KONAN 他                                 |        |
| 253-254 | 8月20日、27日         | ブラザートム、KONAN 他                             |        |
| 255-257 | 9月3日、10日、17日    | エレファントジョン、KONAN 他                       |        |
| 258     | 9月24日               | 東京03、ラバーガール、KONAN 他                     |        |
| 259     | 10月1日               | パックンマックン                                   |        |
| 260     | 10月8日               | 東京03                                             |        |
| 261     | 10月15日              | ラバーガール、ゲッターズ飯田、KONAN 他             |        |
| 262     | 10月22日              |                                                    |        |
| 263     | 10月29日              | X-GUN                                              |        |
| 264     | 11月5日               | X-GUN、ラバーガール 他                             |        |
| 265-266 | 11月12日、19日        | 電撃おばかさんブラザーズ、KONAN 他                 |        |
| 267-268 | 11月26日、12月3日     | エレファントジョン、KONAN 他                       |        |
| 269     | 12月10日              | 東京03、ラバーガール、KONAN                        |        |
| 270     | 12月17日              | 有吉弘行、ラバーガール、KONAN                      |        |
| 271-272 | 12月24日、31日        | 東京03、ラバーガール、KONAN 他                     |        |

| 2010年  | 2010年                      | 2010年                                                | 2010年 |
| #       | 放送日                      | ゲスト                                                |        |
| ------- | --------------------------- | ----------------------------------------------------- | ------ |
| 273     | 1月7日                      | 東京03、ラバーガール、KONAN 他                        |        |
| 274     | 1月14日                     | 東京03、ラバーガール、キングオブコメディ 他           |        |
| 275     | 1月21日                     | つぶやきシロー 他                                     |        |
| 276     | 1月28日                     | キングオブコメディ、KONAN 他                          |        |
| 277-278 | 2月4日、11日                | キングオブコメディ、エレファントジョン、KONAN 他      |        |
| 279     | 2月18日                     | キングオブコメディ、KONAN 他                          |        |
| 280     | 2月25日                     | ノブ&フッキー、KONAN 他                               |        |
| 281-282 | 3月4日、11日                | エレファントジョン、鬼ヶ島、KONAN                     |        |
| 283     | 3月18日                     | 東京03、キングオブコメディ、ラバーガール 他           |        |
| 284     | 3月25日                     | キングオブコメディ、KONAN、エレファントジョン 他      |        |
| 285     | 4月1日                      | 東京03、キングオブコメディ、KONAN、エレファントジョン |        |
| 286     | 4月8日                      | キングオブコメディ、KONAN                             |        |
| 287     | 4月15日                     | 小島よしお、KONAN 他                                  |        |
| 288     | 4月22日                     | 小島よしお、キングオブコメディ、KONAN 他              |        |
| 289     | 4月29日                     | 芋洗坂係長                                            |        |
| 290-293 | 5月6日、13日、20日、27日    | ラバーガール、エレファントジョン、KONAN 他            |        |
| 294     | 6月3日                      | 平成ノブシコブシ 他                                   |        |
| 295-296 | 6月10日、17日               | キングオブコメディ、ラバーガール、KONAN 他            |        |
| 297-298 | 6月24日、7月1日             | ラバーガール、KONAN                                   |        |
| 299     | 7月8日                      | アメリカザリガニ、ラバーガール、KONAN                 |        |
| 300-303 | 7月15日、22日、29日、8月5日 | 東京03、キングオブコメディ、KONAN                     |        |
| 304     | 8月12日                     | キングオブコメディ、KONAN 他                          |        |
| 305     | 8月19日                     | ラバーガール、KONAN 他                                |        |
| 306     | 8月26日                     | キングオブコメディ、KONAN 他                          |        |
| 307     | 9月2日                      | アメリカザリガニ 他                                   |        |
| 308-309 | 9月9日、16日                | 東京03、エレファントジョン、KONAN 他                  |        |
| 310     | 9月23日                     | ラバーガール 他                                       |        |
| 311     | 9月30日                     | 東京03、エレファントジョン、KONAN 他                  |        |
| 312     | 10月7日                     | エレファントジョン、KONAN 他                          |        |
| 313     | 10月14日                    | 東京03、エレファントジョン、KONAN 他                  |        |
| 314     | 10月21日                    | 東京03、エレファントジョン、マーフィー岡田 他         |        |
| 315     | 10月28日                    | くまだまさし 他                                       |        |
| 316     | 11月4日                     | 東京03、エレファントジョン、KONAN 他                  |        |
| 317     | 11月11日                    | いけだてつや 他                                       |        |
| 318     | 11月18日                    | 北陽 他                                               |        |
| 319     | 11月25日                    | ゆってぃ 他                                           |        |
| 320     | 12月2日                     | 東京03、エレファントジョン、KONAN 他                  |        |
| 321     | 12月9日                     | 東京03、ラバーガール、KONAN 他                        |        |
| 322     | 12月16日                    | 彦摩呂、キングオブコメディ、ラバーガール 他           |        |
| 323     | 12月23日                    | キングオブコメディ、KONAN、ラバーガール 他            |        |
| 324     | 12月30日                    | 北陽、ゆってぃ 他                                     |        |

| 2011年  | 2011年                            | 2011年                                               | 2011年 |
| #       | 放送日                            | ゲスト                                               |        |
| ------- | --------------------------------- | ---------------------------------------------------- | ------ |
| 325-326 | 1月6日、13日                      | キングオブコメディ、ラバーガール                     |        |
| 327     | 1月20日                           | 松村邦洋 他                                          |        |
| 328-332 | 1月27日、2月3日、10日、17日、24日 | ラバーガール、エレファントジョン 他                  |        |
| 333     | 3月3日                            | ダイノジ 他                                          |        |
| 334-336 | 3月10日、17日、24日               | ラバーガール、KONAN 他                               |        |
| 337     | 3月31日                           | キングオブコメディ、ラバーガール、KONAN 他           |        |
| 338-340 | 4月5日、12日、19日                | 東京03、KONAN                                        |        |
| 341     | 4月26日                           | ナイツ、東京03                                       |        |
| 342-343 | 5月3日、10日                      | 東京03、KONAN                                        |        |
| 344     | 5月17日                           | 響 他                                                |        |
| 345     | 5月24日                           | キングオブコメディ、ラバーガール、KONAN 他           |        |
| 346     | 5月31日                           | キングオブコメディ、ラバーガール、シンデレラ 他      |        |
| 347     | 6月7日                            |                                                      |        |
| 348     | 6月14日                           | アンガールズ                                         |        |
| 349     | 6月21日                           | アンガールズ、東京03 他                              |        |
| 350     | 6月28日                           | 東京03、KONAN 他                                     |        |
| 351     | 7月5日                            | キングオブコメディ、KONAN 他                         |        |
| 352     | 7月12日                           | 佐久間一行 他                                        |        |
| 353     | 7月19日                           | 東京03、キングオブコメディ 他                        |        |
| 354-355 | 7月26日、8月2日                   | キングオブコメディ、KONAN 他                         |        |
| 356     | 8月9日                            | ヒロシ                                               |        |
| 357     | 8月16日                           | 東京03、キングオブコメディ                           |        |
| 358     | 8月23日                           | ゲッターズ飯田、KONAN 他                             |        |
| 359-360 | 8月30日、9月6日                   | 土田晃之 他                                          |        |
| 361     | 9月13日                           | 鬼ヶ島、いけだてつや                                 |        |
| 362     | 9月20日                           |                                                      |        |
| 363     | 9月27日                           | ゲッターズ飯田、KONAN 他                             |        |
| 364     |                                   |                                                      |        |
| 365     | 10月11日                          | おかもとまり 他                                      |        |
| 366-367 | 10月18日、25日                    | キングオブコメディ、KONAN 他                         |        |
| 368     | 11月1日                           | 東京03、エレファントジョン 他                        |        |
| 369     | 11月8日                           | U字工事 他                                           |        |
| 370     | 11月15日                          | 東京03、エレファントジョン 他                        |        |
| 371     | 11月22日                          | パパイヤ鈴木 他                                      |        |
| 372     | 11月29日                          | ラバーガール、KONAN                                  |        |
| 373     | 12月6日                           | 柴田英嗣、ラバーガール、エレファントジョン、KONAN 他 |        |
| 374     | 12月13日                          | ラバーガール、エレファントジョン、KONAN 他           |        |
| 375     | 12月20日                          | ラバーガール、エレファントジョン、柴田英嗣、KONAN 他 |        |
| 376     | 12月27日                          |                                                      |        |

| 2012年  | 2012年                   | 2012年                                                                  | 2012年 |
| #       | 放送日                   | ゲスト                                                                  |        |
| ------- | ------------------------ | ----------------------------------------------------------------------- | ------ |
| 377     | 1月10日                  | 東京03、エレファントジョン、いけだてつや、KONAN                         |        |
| 378     | 1月17日                  | エレファントジョン、KONAN                                               |        |
| 379     | 1月24日                  | デンジャラス、東京03、KONAN                                             |        |
| 380     | 1月31日                  | 東京03、KONAN、いけだてつや 他                                          |        |
| 381-382 | 2月7日、14日             | 東京03、KONAN、エレファントジョン 他                                    |        |
| 383-384 | 2月21日、28日            | ゆってぃ、ラバーガール、高橋健一（キングオブコメディ） 他               |        |
| 385     | 3月6日                   | エルシャラカーニ                                                        |        |
| 386     | 3月13日                  | 飯塚悟志（東京03）                                                      |        |
| 387     | 3月20日                  | ゆってぃ、ラバーガール、高橋健一（キングオブコメディ） 他               |        |
| 388     | 3月27日                  | ゆってぃ、ラバーガール、高橋健一（キングオブコメディ）、いけだてつや 他 |        |
| 389-392 | 4月3日、10日、17日、24日 | 飯塚悟志（東京03）、KONAN、伊藤さおり（北陽） 他                        |        |
| 393     | 5月1日                   | 柴田英嗣（アンタッチャブル）、ラバーガール 他                           |        |
| 394     | 5月8日                   | 波田陽区 他                                                             |        |
| 395     | 5月15日                  |                                                                         |        |
| 396-398 | 5月22日、29日、6月5日    | 柴田英嗣（アンタッチャブル）、ラバーガール 他                           |        |
| 399     | 6月12日                  | しずる 他                                                               |        |
| 400-401 | 6月19日、26日            | 東京03、やきそばかおる、KONAN 他                                        |        |
| 402     | 7月3日                   | エレキコミック 他                                                       |        |
| 403-404 | 7月10日、17日            | 東京03、KONAN 他                                                        |        |
| 405     | 7月24日                  | いけだてつや 他                                                         |        |
| 406     | 7月31日                  | 柴田英嗣（アンタッチャブル）、KONAN、鬼ヶ島 他                          |        |
| 407-408 | 8月7日、14日             | 柴田英嗣（アンタッチャブル）、エレキコミック、KONAN 他                  |        |
| 409     | 8月21日                  | 柴田英嗣（アンタッチャブル）、鬼ヶ島、KONAN 他                          |        |
| 410-411 | 8月28日、9月4日          | 柴田英嗣（アンタッチャブル）、ラバーガール、永井あいり 他               |        |
| 412     | 9月11日                  | 柴田英嗣（アンタッチャブル）、ゲッターズ飯田、ラバーガール 他           |        |
| 413     | 9月18日                  | モト冬樹                                                                |        |
| 414     | 9月25日                  | モト冬樹、北陽                                                          |        |
| 415     | 10月2日                  | 飯塚悟志（東京03）                                                      |        |
| 416     | 10月9日                  | 柴田英嗣（アンタッチャブル）、ラバーガール                              |        |
| 417     | 10月16日                 |                                                                         |        |
| 418-419 | 10月23日、30日           | 北陽、KONAN                                                             |        |
| 420     | 11月6日                  |                                                                         |        |
| 421     | 11月13日                 | ニッチェ                                                                |        |
| 422     | 11月20日                 | ラバーガール                                                            |        |
| 423     | 11月27日                 | ラバーガール、KONAN                                                     |        |
| 424-425 | 12月4日、11日            | 柴田英嗣（アンタッチャブル）、ラバーガール、KONAN                       |        |
| 426     | 12月18日                 | 柴田英嗣（アンタッチャブル）、東京03、ラバーガール 他                   |        |
| 427     | 12月25日                 | 柴田英嗣（アンタッチャブル）、東京03、ラバーガール 他                   |        |

| 2013年  | 2013年                   | 2013年                                                                       | 2013年 |
| #       | 放送日                   | ゲスト                                                                       |        |
| ------- | ------------------------ | ---------------------------------------------------------------------------- | ------ |
| 428     | 1月1日                   | 東京03、KONAN 他                                                             |        |
| 429     | 1月8日                   | ザブングル 他                                                                |        |
| 430-431 | 1月15日、22日            | 東京03、やきそばかおる 他                                                    |        |
| 432     | 1月29日                  | 鳥居みゆき 他                                                                |        |
| 433     | 2月5日                   |                                                                              |        |
| 434-435 | 2月12日、19日            | 東京03、エレファントジョン、KONAN                                            |        |
| 436     | 2月26日                  | 柴田英嗣（アンタッチャブル）、ラバーガール、KONAN 他                         |        |
| 437     | 3月5日                   | 恵比寿マスカッツ、田上よしえ、KONAN 他                                       |        |
| 438     | 3月12日                  | 柴田英嗣（アンタッチャブル）、ラバーガール、KONAN 他                         |        |
| 439     | 3月19日                  | 夜ふかしの会                                                                 |        |
| 440     | 3月26日                  | 鈴木拓（ドランクドラゴン）、ラバーガール、KONAN 他                           |        |
| 441     | 4月2日                   | 大水洋介（ラバーガール）、いけだてつや 他                                    |        |
| 442     | 4月9日                   | 柴田英嗣（アンタッチャブル）、鈴木拓（ドランクドラゴン） 他                  |        |
| 443     | 4月16日                  | 鈴木拓（ドランクドラゴン）、KONAN 他                                         |        |
| 444-445 | 4月23日、30日            | 柴田英嗣（アンタッチャブル）、ラバーガール、辰巳奈都子 他                    |        |
| 446     | 5月7日                   |                                                                              |        |
| 447-448 | 5月14日、21日            | 柴田英嗣（アンタッチャブル）、ラバーガール、辰巳奈都子 他                    |        |
| 449     | 5月28日                  | アンバランス 他                                                              |        |
| 450     | 6月4日                   | 柴田英嗣（アンタッチャブル）、KONAN、いけだてつや 他                         |        |
| 451     | 6月11日                  | 東京03、ゆってぃ、鬼ヶ島、KONAN、いけだてつや 他                             |        |
| 452     | 6月18日                  | 柴田英嗣（アンタッチャブル）、KONAN、PINKEY 他                               |        |
| 453     | 6月25日                  | 柴田英嗣（アンタッチャブル）、KONAN、いけだてつや 他                         |        |
| 454     | 7月2日                   | 東京03 他                                                                    |        |
| 455     | 7月9日                   | 花輪茶之介、KONAN、柴田英嗣（アンタッチャブル） 他                           |        |
| 456     | 7月16日                  | JOY、小原春香、KONAN、柴田英嗣（アンタッチャブル） 他                        |        |
| 457     | 7月23日                  | JOY、KONAN、柴田英嗣（アンタッチャブル） 他                                  |        |
| 458     | 7月30日                  | スパローズ 他                                                                |        |
| 459-462 | 8月6日、13日、20日、27日 | 飯塚悟志、豊本明長（東京03）、鈴木拓（ドランクドラゴン）、TKO、古坂大魔王 他 |        |
| 463     | 9月3日                   | 東京03、ゆってぃ、鬼ヶ島                                                     |        |
| 464     | 9月10日                  |                                                                              |        |
| 465     | 9月17日                  | タイムボム 他                                                                |        |
| 466-467 | 9月24日、10月1日         | ゲッターズ飯田、鈴木拓（ドランクドラゴン）、KONAN 他                         |        |
| 468-469 | 10月8日、15日            | 地球、巨匠、KONAN 他                                                         |        |
| 470-471 | 10月22日、29日           | ラバーガール、鬼ヶ島 他                                                      |        |
| 472     | 11月5日                  | 鬼ヶ島、北陽、ラバーガール、篠原冴美、いけだてつや 他                        |        |
| 473     | 11月12日                 |                                                                              |        |
| 474     | 11月19日                 | AMEMIYA 他                                                                   |        |
| 475-476 | 11月26日、12月3日        | 北陽、ラバーガール、鬼ヶ島 他                                                |        |
| 477-478 | 12月10日、17日           | 柴田英嗣（アンタッチャブル）、ぶっちゃあ（ブッチャーブラザーズ） 他          |        |
| 479     | 12月24日                 | 鈴木拓（ドランクドラゴン）、アイアム野田（鬼ヶ島） 他                        |        |
| 480     | 12月31日                 |                                                                              |        |

| 2014年  | 2014年                      | 2014年                                                                               | 2014年 |
| #       | 放送日                      | ゲスト                                                                               |        |
| ------- | --------------------------- | ------------------------------------------------------------------------------------ | ------ |
| 481     | 1月7日                      | かもめんたる 他                                                                      |        |
| 482     | 1月14日                     | 鈴木拓（ドランクドラゴン） 他                                                        |        |
| 483     | 1月21日                     | 鈴木拓（ドランクドラゴン）、アイアム野田（鬼ヶ島） 他                                |        |
| 484     | 1月28日                     | どぶろっく 他                                                                        |        |
| 485     | 2月4日                      |                                                                                      |        |
| 486-489 | 2月11日、18日、25日、3月4日 | 高橋健一（キングオブコメディ）、いけだてつや、KONAN他                                |        |
| 490     | 3月11日                     | 坂本冬休み、ハッポゥくん、たかまつなな、KONAN他                                      |        |
| 491     | 3月18日                     | 高橋健一（キングオブコメディ）、いけだてつや、KONAN他                                |        |
| 492     | 3月25日                     | 鈴木拓（ドランクドラゴン）、地球、ラバーガール、いけだてつや 他                      |        |
| 493     | 4月1日                      | 高橋健一（キングオブコメディ）、地球、ラバーガール、いけだてつや、KONAN 他           |        |
| 494     | 4月8日                      | やしろ優                                                                             |        |
| 495     | 4月15日                     |                                                                                      |        |
| 496-497 | 4月22日、29日               | 鈴木拓（ドランクドラゴン）、KONAN、ラバーガール、いけだてつや、地球 他               |        |
| 498-499 | 5月6日、13日                | KONAN、いけだてつや 他                                                               |        |
| 500     | 5月20日                     |                                                                                      |        |
| 501     | 5月27日                     | X-GUN 他                                                                             |        |
| 502     | 6月3日                      | アメリカザリガニ 他                                                                  |        |
| 503     | 6月10日                     | X-GUN、アメリカザリガニ 他                                                           |        |
| 504-507 | 6月17日、24日、7月1日、8日  | ラバーガール、KONAN 他                                                               |        |
| 508     | 7月15日                     |                                                                                      |        |
| 509     | 7月22日                     | ジグザグジギー 他                                                                    |        |
| 510     | 7月29日                     | 鬼ヶ島、KONAN 他                                                                     |        |
| 511     | 8月5日                      | オジンオズボーン 他                                                                  |        |
| 512-514 | 8月12日、19日、26日         | ラバーガール、いけだてつや、KONAN、白鳥雄介 他                                       |        |
| 515     | 9月2日                      |                                                                                      |        |
| 516     | 9月9日                      | 高橋健一（キングオブコメディ）、KONAN、PINKEY 他                                     |        |
| 517     | 9月16日                     | はなわ 他                                                                            |        |
| 518     | 9月23日                     | 高橋健一（キングオブコメディ）、アイアム野田（鬼ヶ島）、KONAN 他                     |        |
| 519     | 9月30日                     | エハラマサヒロ                                                                       |        |
| 520     | 10月7日                     | ラバーガール、鬼ヶ島、エレファントジョン、いけだてつや、KONAN、ゲッターズ飯田 他     |        |
| 521-522 | 10月14日、21日              | ラバーガール、鬼ヶ島、KONAN、ゲッターズ飯田 他                                       |        |
| 523     | 10月28日                    | 鈴木拓（ドランクドラゴン）、ラバーガール、鬼ヶ島、KONAN、キングオブコメディ 他       |        |
| 524     | 11月4日                     | 鈴木拓（ドランクドラゴン）、ラバーガール、鬼ヶ島、KONAN、キングオブコメディ、地球 他 |        |
| 525     | 11月11日                    |                                                                                      |        |
| 526     | 11月18日                    | タイムマシーン3号 他                                                                 |        |
| 527-528 | 11月25日、12月2日           | 鬼ヶ島、いけだてつや、KONAN、菅原好謙（トンツカタン） 他                             |        |
| 529     | 12月9日                     | 新宿カウボーイ 他                                                                    |        |
| 530     | 12月16日                    |                                                                                      |        |
| 531     | 12月23日                    | 鬼ヶ島、KONAN、巨匠                                                                  |        |

| 2015年  | 2015年                      | 2015年                                                                                               | 2015年                                                                     |
| #       | 放送日                      | ゲスト                                                                                               | 備考                                                                       |
| ------- | --------------------------- | --- | -------------------------------------------------------------------------- |
| 532     | 1月6日                      | 流れ星                                                                                               |                                                                            |
| 533-534 | 1月13日、20日               | X-GUN、柴田英嗣                                                                                      | アンジャッシュ恩返しツアー                                                 |
| 535     | 1月27日                     | 柴田英嗣、巨匠                                                                                       |                                                                            |
| 536-537 | 2月3日、10日                | 鬼ヶ島、巨匠、KONAN                                                                                  |                                                                            |
| 538-539 | 2月17日、24日               | あばれる君、ラバーガール                                                                             | 第4回パン壱大喜利                                                          |
| 540     | 3月3日                      | 原口あきまさ                                                                                         |                                                                            |
| 541-544 | 3月10日、17日、24日、31日   | 明石家さんま                                                                                         |                                                                            |
| 545-546 | 4月7日、14日                | Fis block、地球、KONAN                                                                               | 引き出しを開けろ!インタビューBATTLE                                        |
| 547     | 4月21日                     | あばれる君                                                                                           |                                                                            |
| 548     | 4月28日                     | 大水洋介（ラバーガール）                                                                             | 正月旅行に行きました!渡部が後輩芸人を引き連れて、正月恒例の八丈島ツアーへ! |
| 549     | 5月5日                      | カトゥー、バイク川崎バイク                                                                           | 気になるピン芸人さん                                                       |
| 550     | 5月12日                     | 亀子のぶお、バイク川崎バイク、カトゥー                                                               | 気になるピン芸人さん                                                       |
| 551     | 5月19日                     | |                                                                            |
| 552-553 | 5月26日、6月2日             | エレファントジョン、地球、KONAN                                                                      | オレの心の歌～芸人を支える名曲～                                           |
| 554-557 | 6月9日、16日、23日、30日    | 柴田英嗣、KONAN、高橋健一                                                                            | KONAN番組卒業スペシャル                                                    |
| 558     | 7月7日                      | エレファントジョン、地球、いけだてつや                                                               | 運だけで選ぶ!新アシスタントオーディション                                  |
| 559     | 7月14日                     | |                                                                            |
| 560     | 7月21日                     | アルコ&ピース                                                                                        |                                                                            |
| 561     | 7月28日                     | じゅんいちダビッドソン                                                                               |                                                                            |
| 562     | 8月4日                      | 高橋健一                                                                                             | 非モテはもうゴメン モテポテンシャルの限界を突破せよ!                       |
| 563-566 | 8月11日、18日、25日、9月1日 | |                                                                            |
| 567     | 9月8日                      | スギちゃん                                                                                           |                                                                            |
| 568     | 9月15日                     | |                                                                            |
| 569-570 | 9月22日、29日               | 鬼ヶ島、地球、増山緑（アンバサンド）                                                                 |                                                                            |
| 571     | 10月6日                     | |                                                                            |
| 572     | 10月13日                    | 古坂大魔王                                                                                           |                                                                            |
| 573-574 | 10月20日、27日              | 鬼ヶ島、地球、いけだてつや                                                                           | 己の身の程を知れ!事前申告 体力測定                                         |
| 575     | 11月3日                     | 鬼ヶ島、地球、ゲッターズ飯田                                                                         |                                                                            |
| 576     | 11月10日                    | |                                                                            |
| 577     | 11月17日                    | 高木瑞穂、東方力丸                                                                                   |                                                                            |
| 578     | 11月24日                    | |                                                                            |
| 579     | 12月1日                     | ラブレターズ                                                                                         |                                                                            |
| 580-581 | 12月8日、15日               | ゲッターズ飯田、ブルーセレブ                                                                         |                                                                            |
| 582     | 12月22日                    | いけだてつや、アイアム野田（鬼ヶ島）、和田貴志（鬼ヶ島）、星野紘章（あんみつ）、空間雄太（バイオニ） |                                                                            |

| 2016年  | 2016年          | 2016年                                                     | 2016年                               |
| #       | 放送日          | ゲスト                                                     | 備考                                 |
| ------- | --------------- | ---------------------------------------------------------- | ------------------------------------ |
| 583-584 | 1月5日、12日    | TKO                                                        |                                      |
| 585     | 1月19日         |                                                            |                                      |
| 586     | 1月26日         | 永野                                                       |                                      |
| 587     | 2月2日          | 阿佐ヶ谷姉妹                                               |                                      |
| 588     | 2月9日          | 永野、阿佐ヶ谷姉妹                                         |                                      |
| 589     | 2月16日         |                                                            |                                      |
| 590     | 2月23日         | メイプル超合金                                             |                                      |
| 591     | 3月1日          | もう中学生                                                 |                                      |
| 592     | 3月8日          | ゲッターズ飯田、アシスタントオーディション最終候補者5人    |                                      |
| 593-594 | 3月15日、22日   | 鬼ヶ島、いけだてつや                                       | アクアワールド茨城県大洗水族館に出張 |
| 595     | 3月29日         |                                                            |                                      |
| 596     | 4月5日          | いけだてつや、ブルーセレブ                                 |                                      |
| 597     | 4月12日         | 相席スタート                                               |                                      |
| 598     | 4月19日         | 馬鹿よ貴方は                                               |                                      |
| 599     | 4月26日         |                                                            |                                      |
| 600-601 | 5月3日、10日    | バイきんぐ                                                 |                                      |
| 602     | 5月17日         | ベッド・イン                                               |                                      |
| 603-604 | 5月24日、31日   | いとうあさこ                                               |                                      |
| 605     | 6月7日          | ベッド・イン                                               |                                      |
| 606     | 6月14日         |                                                            |                                      |
| 607-608 | 6月21日、28日   | ふなっしー                                                 |                                      |
| 609     | 7月5日          |                                                            |                                      |
| 610     | 7月12日         | 今野浩喜                                                   |                                      |
| 611     | 7月19日         | マツモトクラブ                                             |                                      |
| 612     | 7月26日         | 今野浩喜、マツモトクラブ                                   | 演技力バトル                         |
| 613     | 8月2日          |                                                            |                                      |
| 614-615 | 8月9日、16日    | テツandトモ                                                |                                      |
| 616     | 8月23日         | 三四郎                                                     |                                      |
| 617-618 | 8月30日、9月6日 | アイアム野田（鬼ヶ島）、トンツカタン、アナクロニスティック | 大丈夫か!?人力舎                     |
| 619     | 9月13日         |                                                            |                                      |
| 620-621 | 9月20日、27日   | IMALU                                                      |                                      |
| 622     | 10月4日         | ラフレクラン                                               |                                      |
| 623     | 10月11日        | ラフレクラン、マロンフェスタ                               | 大丈夫か!?人力舎第2弾                |
| 624     | 10月18日        |                                                            |                                      |
| 625     | 10月25日        | ニューヨーク                                               |                                      |
| 626     | 11月1日         | ニューヨーク、地球                                         | 大丈夫か!?人力舎第3弾                |
| 627     | 11月8日         |                                                            |                                      |
| 628-629 | 11月15日、22日  | スーパー・ササダンゴ・マシン                               |                                      |
| 630     | 11月29日        | 錦鯉                                                       |                                      |
| 631     | 12月6日         |                                                            |                                      |
| 632     | 12月13日        | だーりんず                                                 |                                      |
| 633-634 | 12月20日、27日  | 三福エンターテイメント、モダンボーイズ、魂ず、トンツカタン |                                      |

| 2017年  | 2017年            | 2017年                                                             | 2017年           |
| #       | 放送日            | ゲスト                                                             | 備考             |
| ------- | ----------------- | ------------------------------------------------------------------ | ---------------- |
| 635-636 | 1月3日、10日      | しずる                                                             |                  |
| 637     | 1月17日           |                                                                    |                  |
| 638-639 | 1月24日、31日     | あやまんJAPAN（あやまん監督、サムギョプサル和田、たまたまこ）      |                  |
| 640     | 2月7日            | 三福エンターテイメント、モダンボーイズ、魂ず、トンツカタン         |                  |
| 641     | 2月14日           | 佐々木千隼                                                         |                  |
| 642     | 2月21日           |                                                                    |                  |
| 643-644 | 2月28日、3月7日   | たんぽぽ                                                           |                  |
| 645-646 | 3月14日、21日     | ジャングルポケット                                                 |                  |
| 647     | 3月28日           | サンシャイン池崎                                                   |                  |
| 648     | 4月4日            | サンシャイン池崎、おとぎばなし                                     |                  |
| 649     | 4月11日           |                                                                    |                  |
| 650     | 4月18日           | アイデンティティ                                                   |                  |
| 651     | 4月25日           | アイデンティティ、馬稼業                                           |                  |
| 652     | 5月2日            |                                                                    |                  |
| 653-654 | 5月9日、16日      | うしろシティ                                                       |                  |
| 655-656 | 5月23日、30日     | 大竹一樹（さまぁ〜ず）                                             |                  |
| 657-658 | 6月6日、13日      | レイザーラモン                                                     |                  |
| 659     | 6月20日           | いけだてつや                                                       |                  |
| 660     | 6月27日           |                                                                    |                  |
| 661     | 7月4日            | テンダラー                                                         |                  |
| 662     | 7月11日           | テンダラー、魂ず                                                   |                  |
| 663     | 7月18日           |                                                                    |                  |
| 664     | 7月25日           | デニス                                                             |                  |
| 665     | 8月1日            | デニス、卯月                                                       |                  |
| 666     | 8月8日            | 三福エンターテイメント                                             |                  |
| 667     | 8月15日           |                                                                    |                  |
| 668     | 8月22日           | マテンロウ                                                         |                  |
| 669     | 8月29日           | マテンロウ、ターリーターキー                                       |                  |
| 670-671 | 9月5日、12日      | カミナリ                                                           |                  |
| 672     | 9月19日           |                                                                    |                  |
| 673-674 | 9月26日、10月3日  | パンサー                                                           |                  |
| 675     | 10月10日          | 鬼越トマホーク                                                     |                  |
| 676     | 10月17日          | 鬼越トマホーク、Groovy Rubbish                                     |                  |
| 677     | 10月24日          |                                                                    |                  |
| 678-679 | 10月31日、11月7日 | おかずクラブ                                                       |                  |
| 680     | 11月14日          | Aマッソ                                                            |                  |
| 681     | 11月21日          | Aマッソ、ブラットピーク                                            |                  |
| 682-683 | 11月28日、12月5日 | 山崎弘也（アンタッチャブル）                                       |                  |
| 684     | 12月12日          | 山崎弘也、三福エンターテイメント                                   |                  |
| 685-686 | 12月19日、26日    | 三福エンターテイメント、ターリーターキー、トンツカタン、卯月、魂ず | 白黒-1グランプリ |

| 2018年  | 2018年            | 2018年 | 2018年                   |
| #       | 放送日            | ゲスト | 備考                     |
| ------- | ----------------- | --- | ------------------------ |
| 687,688 | 1月9日、16日      | 狩野英孝 |                          |
| 689,690 | 1月23日、30日     | にゃんこスター |                          |
| 695,696 | 3月6日、13日      | 佐々木千隼（千葉ロッテマリーンズ）                                                                                            |                          |
| 698,699 | 3月27日、4月3日   | 和牛 |                          |
| 701,702 | 4月17日、24日     | アキラ100% |                          |
| 703,704 | 5月1日、8日       | いかちゃん、吉住 |                          |
| 706,707 | 5月22日、29日     | 完熟フレッシュ |                          |
| 712,713 | 7月3日、10日      | 紺野ぶるま |                          |
| 715,716 | 7月24日、31日     | 霜降り明星 |                          |
| 717,718 | 8月7日、14日      | 卯月 |                          |
| 720,721 | 8月28日、9月4日   | ミキ |                          |
| 722,723 | 9月11日、9月18日  | ニッチェ |                          |
| 725,726 | 10月2日、9日      | 藤森慎吾（オリエンタルラジオ）                                                                                                |                          |
| 728,729 | 10月23日、30日    | 四千頭身 |                          |
| 730,731 | 11月6日、13日     | きつね |                          |
| 733,734 | 11月27日、12月4日 | ハナコ |                          |
| 735     | 12月11日          | アンダーパー、 吉住、キズナ、トンツカタン、ターリーターキー、岡野陽一、バオバブ、あまからひやし、Groovy Rubbish、真空ジェシカ | おもしろ写真-1グランプリ |
| 736,737 | 12月18日、25日    | あまからひやし、ターリーターキー、Groovy Rubbish、吉住、IMALU                                                                 | 白黒-1GP                 |

| 2019年      | 2019年                | 2019年                                                           | 2019年             |
| #           | 放送日                | ゲスト                                                           | 備考               |
| ----------- | --------------------- | ---------------------------------------------------------------- | ------------------ |
| 739,740     | 1月15日、22日         | さらば青春の光                                                   |                    |
| 741         | 1月29日               | あまからひやし、ターリーターキー、Groovy Rubbish、吉住           | おもてなし-1GP     |
| 743,744     | 2月12日、19日         | 東京ホテイソン                                                   |                    |
| 745,746     | 2月26日、3月5日       | 銀シャリ                                                         |                    |
| 747         | 3月12日               | 佐々木千隼                                                       |                    |
| 748,749     | 3月19日、26日         | ガリットチュウ                                                   |                    |
| 750,751     | 4月2日、9日           | ゆりやんレトリィバァ                                             |                    |
| 752,753,754 | 4月16日、23日、30日   | いけだてつや                                                     | 白黒ワンジャッシュ |
| 757,758     | 5月21日、28日         | あまからひやし                                                   |                    |
| 759,760     | 6月4日、11日          | トム・ブラウン                                                   |                    |
| 762,763     | 6月25日、7月2日       | 空気階段                                                         |                    |
| 764,765     | 7月9日、16日          | パーパー                                                         |                    |
| 767,768     | 7月30日、8月6日       | 横澤夏子                                                         |                    |
| 769,770     | 8月13日、20日         | 宮下草薙                                                         |                    |
| 771,772,773 | 8月27日、9月3日、10日 | ラバーガール、山田BODY                                           | 体力測定           |
| 774,775     | 9月17日、24日         | ダイアン                                                         |                    |
| 776,777     | 10月1日、8日          |                                                                  | 放送15周年記念     |
| 778,779     | 10月15日、22日        | ゾフィー                                                         |                    |
| 781,782     | 11月5日、12日         | ハリウッドザコシショウ                                           |                    |
| 783,784     | 11月19日、26日        | 納言                                                             |                    |
| 785,786     | 12月3日、10日         | うるとらブギーズ                                                 |                    |
| 787,788     | 12月17日、24日        | Groovy Rubbish、ターリーターキー、おしどり大名、竹内ズ、佐藤栞里 | 白黒-1GP           |

| 2020年  | 2020年          | 2020年                                                   | 2020年                                                                  |
| #       | 放送日          | ゲスト                                                   | 備考                                                                    |
| ------- | --------------- | -------------------------------------------------------- | ----------------------------------------------------------------------- |
| 790,791 | 1月14日、21日   | 夢屋まさる                                               |                                                                         |
| 793,794 | 2月4日、11日    | かが屋                                                   |                                                                         |
| 795,796 | 2月18日、25日   | 佐藤栞里                                                 |                                                                         |
| 798     | 3月10日         | わらふぢなるお                                           |                                                                         |
| 799     | 3月17日         | わらふぢなるお、佐々木千隼                               |                                                                         |
| 800,801 | 3月24日、31日   | コロコロチキチキペッパーズ                               |                                                                         |
| 803,804 | 4月14日、21日   | かまいたち                                               |                                                                         |
| 806,807 | 5月5日、12日    | いけだてつや、ザ・マミィ                                 | ボードゲーム対決                                                        |
| 809,810 | 5月26日、6月2日 | SAKURAI                                                  |                                                                         |
| 811     | 6月9日          | ネルソンズ                                               | 6月16日に後編放送予定であったが、渡部の出演自粛によりお蔵入りとなった。 |
| 812,813 | 6月30日、7月7日 | ドランクドラゴン                                         |                                                                         |
| 814,815 | 7月14日、21日   | 大久保佳代子                                             |                                                                         |
| 816,817 | 7月28日、8月4日 | 土田晃之                                                 | 助っ人MCで大久保佳代子                                                  |
| 818,819 | 8月11日、18日   | 小木博明                                                 |                                                                         |
| 820,821 | 8月25日、9月1日 | いとうあさこ                                             | 助っ人MCで小木博明                                                      |
| 822,823 | 9月8日、15日    | プラス・マイナス                                         | 助っ人MCで小木博明                                                      |
| 824,825 | 9月22日、29日   | 柴田英嗣                                                 |                                                                         |
| 826,827 | 10月6日、13日   | ナイツ                                                   | 助っ人MCで柴田英嗣                                                      |
| 828,829 | 10月20日、27日  | 藤森慎吾                                                 | 助っ人MCで柴田英嗣                                                      |
| 830,831 | 11月3日、10日   | 光浦靖子                                                 |                                                                         |
| 832,833 | 11月17日、24日  | 3時のヒロイン                                            |                                                                         |
| 834,835 | 12月1日、8日    | サンドウィッチマン                                       |                                                                         |
| 836     | 12月15日        | NANAMI                                                   |                                                                         |
| 837,838 | 12月22日、29日  | ふぁのシャープ、ターリーターキー、バローズ、しんぷる内藤 | 白黒-1GP                                                                |

| 2021年  | 2021年                    | 2021年                                                               | 2021年                                          |
| #       | 放送日                    | ゲスト                                                               | 備考                                            |
| ------- | ------------------------- | -------------------------------------------------------------------- | ----------------------------------------------- |
| 839,840 | 1月5日、12日              | 飯塚悟志                                                             |                                                 |
| 841,842 | 1月19日、26日             | 蛙亭                                                                 | 助っ人MCで飯塚悟志                              |
| 843,844 | 2月2日、9日               | 阿佐ヶ谷姉妹                                                         | 助っ人MCで飯塚悟志                              |
| 845,846 | 2月16日、23日             | 角田晃広                                                             |                                                 |
| 847,848 | 3月2日、9日               | オズワルド                                                           | 助っ人MCで角田晃広                              |
| 849,850 | 3月16日、23日             | マヂカルラブリー                                                     | 助っ人MCで角田晃広                              |
| 851,852 | 3月30日、4月6日           | ラランド                                                             |                                                 |
| 853,854 | 4月13日、20日             | ターリーターキー                                                     |                                                 |
| 855,856 | 4月27日、5月4日           | ぼる塾                                                               |                                                 |
| 857,858 | 5月11日、18日             | ヒコロヒー                                                           |                                                 |
| 859,860 | 5月25日、6月1日           | 吉住                                                                 |                                                 |
| 861,862 | 6月8日、15日              | 高田ぽる子                                                           |                                                 |
| 863,864 | 6月22日、29日             | 西村瑞樹（バイきんぐ）                                               |                                                 |
| 865,866 | 7月6日、13日              | ネルソンズ                                                           |                                                 |
| 867,868 | 7月20日、27日             | 三四郎                                                               |                                                 |
| 869,870 | 8月3日、10日              | もう中学生                                                           |                                                 |
| 871,872 | 8月17日、24日             | 駆け抜けて軽トラ                                                     |                                                 |
| 873,874 | 8月31日、9月7日           | ランジャタイ                                                         |                                                 |
| 875,876 | 9月14日、21日             | すゑひろがりず                                                       |                                                 |
| 877,878 | 9月28日、10月5日          | 錦鯉                                                                 |                                                 |
| 879,880 | 10月12日、19日            | アインシュタイン                                                     |                                                 |
| 881,882 | 10月26日、11月2日         | マンプクトリオ（しゃばぞう、マツモトクラブ、もじゃ）                 |                                                 |
| 883-886 | 11月9日、16日、23日、30日 | ガチャピン                                                           | 千葉市政100周年記念 3分でわかる千葉市レジェンド |
| 887,888 | 12月7日、14日             | やす子                                                               |                                                 |
| 889,890 | 12月21日、28日            | なかよし、みたらし祭り、パルテノンモード、サービスエリア、貴島明日香 | 白黒-1GP                                        |

| 2022年  | 2022年                | 2022年                                                                                      | 2022年       |
| #       | 放送日                | ゲスト                                                                                      | 備考         |
| ------- | --------------------- | ------------------------------------------------------------------------------------------- | ------------ |
| 891,892 | 1月4日、11日          | ママタルト                                                                                  |              |
| 893,894 | 1月18日、25日         | シソンヌ                                                                                    |              |
| 895,896 | 2月1日、8日           | 貴島明日香                                                                                  |              |
| 897     | 2月15日               |                                                                                             | 渡部の復帰回 |
| 898,899 | 2月22日、3月1日       | ザ・マミィ                                                                                  |              |
| 900-902 | 3月8日、15日、22日    | いけだてつや、三村マサカズ (さまぁ～ず)、みたらし祭り、ゆめちゃん、佐々木千隼               |              |
| 903,904 | 3月29日、4月5日       | 劇団ひとり                                                                                  |              |
| 905,906 | 4月12日、19日         | 千原ジュニア (千原兄弟)                                                                     |              |
| 907,908 | 4月26日、5月3日       | 大久保佳代子                                                                                |              |
| 909,910 | 5月10日、17日         | モグライダー                                                                                |              |
| 911-913 | 5月24日、31日、6月7日 | 伊集院光                                                                                    |              |
| 914,915 | 6月14日、21日         | お見送り芸人しんいち                                                                        |              |
| 916-918 | 6月28日、7月5日、12日 | カンニング竹山                                                                              |              |
| 919,920 | 7月19日、26日         | 真空ジェシカ                                                                                |              |
| 921,922 | 8月2日、9日           | ZAZY                                                                                        |              |
| 923     | 8月16日               | 大水洋介 (ラバーガール)                                                                     |              |
| 924,925 | 8月23日、30日         | ダウ90000                                                                                   |              |
| 926,927 | 9月6日、13日          | ストレッチーズ                                                                              |              |
| 928,929 | 9月20日、27日         | バカリズム                                                                                  |              |
| 930,931 | 10月4日、11日         | 土田晃之                                                                                    |              |
| 932,933 | 10月18日、25日        | なすなかにし                                                                                |              |
| 934,935 | 11月1日、8日          | 男性ブランコ                                                                                |              |
| 936,937 | 11月15日、22日        | タイムマシーン3号                                                                           |              |
| 938,939 | 11月29日、12月6日     | チャンス大城                                                                                |              |
| 940,941 | 12月13日、20日        | ウエストランド                                                                              |              |
| 942     | 12月27日              | ぱずるず、ジャンク、いろはラムネ、人間横丁、櫻井優衣、真中まな、松本かれん（FRUITS ZIPPER） | 白黒-1GP     |

| 2023年  | 2023年            | 2023年                                                 | 2023年   |
| #       | 放送日            | ゲスト                                                 | 備考     |
| ------- | ----------------- | ------------------------------------------------------ | -------- |
| 943,944 | 1月3日、10日      | 狩野英孝                                               |          |
| 945,946 | 1月17日、24日     | 小沢一敬 (スピードワゴン)                              |          |
| 947,948 | 1月31日、2月7日   | 金の国                                                 |          |
| 949     | 2月14日           | 櫻井優衣、真中まな、松本かれん（FRUITS ZIPPER）        |          |
| 950,951 | 2月21日、28日     | や団                                                   |          |
| 952,953 | 3月7日、14日      | ケビンス                                               |          |
| 954,955 | 3月21日、28日     | エルフ                                                 |          |
| 956,957 | 4月4日、11日      | ダチョウ倶楽部                                         |          |
| 958,959 | 4月18日、25日     | 陣内智則                                               |          |
| 960,961 | 5月2日、9日       | 宮下草薙                                               |          |
| 962,963 | 5月16日、23日     | ジェラードン                                           |          |
| 964,965 | 5月30日、6月6日   | インディアンス                                         |          |
| 966,967 | 6月13日、20日     | ニッポンの社長                                         |          |
| 968,969 | 6月27日、7月4日   | ヨネダ2000                                             |          |
| 970,971 | 7月11日、18日     | マユリカ                                               |          |
| 972,973 | 7月25日、8月1日   | マシンガンズ                                           |          |
| 974,975 | 8月8日、15日      | JP                                                     |          |
| 976,977 | 8月22日、29日     | 柳原可奈子                                             |          |
| 978,979 | 9月5日、12日      | 銀シャリ                                               |          |
| 980,981 | 9月19日、26日     | きしたかの                                             |          |
| 982,983 | 10月3日、10日     | オダウエダ                                             |          |
| 984,985 | 10月17日、24日    | 土佐兄弟                                               |          |
| 986,987 | 10月31日、11月7日 | 小島よしお                                             |          |
| 988,989 | 11月14日、21日    | ラブレターズ                                           |          |
| 990,991 | 11月28日、12月5日 | ぱーてぃーちゃん                                       |          |
| 992,993 | 12月12日、19日    | カゲヤマ                                               |          |
| 994     | 12月26日          | 野良凡夫、あおいちゃん、キャプテンバイソン、CANDY TUNE | 白黒-1GP |

| 2024年    | 2024年             | 2024年                                       | 2024年   |
| #         | 放送日             | ゲスト                                       | 備考     |
| --------- | ------------------ | -------------------------------------------- | -------- |
| 995,996   | 1月2日、9日        | ファイヤーサンダー                           |          |
| 997       | 1月16日            | CANDY TUNE                                   |          |
| 998,999   | 1月23日、30日      | 四千頭身                                     |          |
| 1000-1002 | 2月6日、13日、20日 | 東野幸治、後藤輝基                           |          |
| 1003,1004 | 2月27日、3月5日    | アルコ&ピース                                |          |
| 1005,1006 | 3月12日、19日      | ラバーガール                                 |          |
| 1007,1008 | 3月26日、4月2日    | おばあちゃん                                 |          |
| 1009,1010 | 4月9日、16日       | 立川志らく                                   |          |
| 1011,1012 | 4月23日、30日      | ナイチンゲールダンス                         |          |
| 1013-1015 | 5月7日、14日、21日 | 岡野陽一、ターリーターキー                   | PIST6    |
| 1016,1017 | 5月28日、6月4日    | さや香                                       |          |
| 1018,1019 | 6月11日、18日      | ヤーレンズ                                   |          |
| 1020,1021 | 6月25日、7月2日    | 囲碁将棋                                     |          |
| 1022,1023 | 7月9日、16日       | どくさいスイッチ企画                         |          |
| 1024,1025 | 7月23日、30日      | ななまがり                                   |          |
| 1026,1027 | 8月6日、13日       | サルゴリラ                                   |          |
| 1028,1029 | 8月20日、27日      | 街裏ぴんく                                   |          |
| 1030,1031 | 9月3日、10日       | ガクテンソク                                 |          |
| 1032,1033 | 9月17日、24日      | なかやまきんに君                             |          |
| 1034-1036 | 10月1日、8日、15日 | FUJIWARA                                     |          |
| 1037,1038 | 10月22日、29日     | ダイタク                                     |          |
| 1039,1040 | 11月5日、12日      | シューマッハ                                 |          |
| 1041,1042 | 11月19日、26日     | トンツカタン                                 |          |
| 1043,1044 | 12月3日、10日      | シティホテル3号室                            |          |
| 1045      | 12月17日           | SWEET STEADY                                 |          |
| 1046      | 12月24日           | SWEET STEADY、ソルトレイク、炭酸水、バローズ | 白黒-1GP |

| 2025年    | 2025年          | 2025年             | 2025年 |
| #         | 放送日          | ゲスト             | 備考   |
| --------- | --------------- | ------------------ | ------ |
| 1047,1048 | 1月7日、14日    | ふかわりょう       |        |
| 1049,1050 | 1月21日、28日   | 紅しょうが         |        |
| 1051,1052 | 2月4日、11日    | エバース           |        |
| 1053,1054 | 2月18日、25日   | ラブレターズ       |        |
| 1055,1056 | 3月4日、11日    | ロングコートダディ |        |
| 1057,1058 | 3月18日、25日   | レインボー         |        |
| 1059,1060 | 4月1日、8日     | カラタチ           |        |
| 1061,1062 | 4月15日、22日   | 今夜も星が綺麗     |        |
| 1063,1064 | 4月29日、5月6日 | あぁ～しらき       |        |
| 1065,1066 | 5月13日、20日   | 十九人             |        |
| 1067,1068 | 5月27日、6月3日 | 友田オレ           |        |
| 1069,1070 | 6月10日、17日   | ネコニスズ         |        |
| 1071,1072 | 6月24日、7月1日 | ラパルフェ         |        |
| 1073,1074 | 7月8日、15日    | スタミナパン       |        |
| 1075,1076 | 7月22日、29日   | 金魚番長           |        |

## ナレーター
- みっきー
- 山田晴久（ - 2015年10月27日）
- そのだやすたか（2015年11月3日・10日）
- のんたなか（ぴーかぶー）（2015年11月17日 - ）
- いかちゃん（2017年9月19日 - ）

## 白黒-1グランプリ
「白黒-1グランプリ」は、本番組内で行われている「今一番面白い人力舎の若手芸人」を決める大会。出場資格はプロダクション人力舎に所属する結成10年目以下の芸人で、2016年にスタート。決勝戦は毎年12月に本番組にて放送される。

### 優勝者
| 年     | 優勝者                 |
| ------ | ---------------------- |
| 2016年 | 三福エンターテイメント |
| 2017年 | 卯月                   |
| 2018年 | あまからひやし         |
| 2019年 | 竹内ズ                 |
| 2020年 | ターリーターキー       |
| 2021年 | みたらし祭り           |
| 2022年 | いろはラムネ           |
| 2023年 | あおいちゃん           |
| 2024年 | バローズ               |

### 各回の詳細
2016年
三福エンターテイメントが優勝。42組が参加。その他決勝進出者はモダンボーイズ、魂ず、トンツカタン。
2017年
69組が参加。1次予選は2017年10月15日に開催された「お客様投票ライブ」で、これにより魂ず、馬稼業、キズナ、おとぎばなし、卯月、ターリーターキー、トンツカタン、真空ジェシカ、小林ぼっち、Groovy Rubbishの10組が2次予選に進出。
2次予選では、チバテレビ公式ホームページを通じてYouTubeにアップされた10組のネタ動画の、10月25日〜11月8日の間の再生回数で競われた。この結果、動画の再生回数が多かったターリーターキー、トンツカタン、卯月、魂ずの上位4組が決勝進出、12月19日、12月26日各放送回の出演を決めた。
決勝の審査に当たったのは本番組アシスタントの東まりな、唐澤美玲。この結果、卯月が優勝した。
2018年
1次選考は、人力舎マネージャー陣によって「今年1番の活躍を認めた」とした10組を選抜。それにより、ターリーターキー、トンツカタン、キズナ、吉住、アンダーパー、真空ジェシカ、Groovy Rubbish、あまからひやし、バオバブ、岡野陽一の計10組が2次予選に出場。
前年同様、2次予選は前年と同じく10組のネタ動画をチバテレビ公式YouTubeで配信してその再生回数を競い、その結果、吉住、Groovy Rubbish、あまからひやし、ターリーターキーが決勝進出。決勝戦の放送は12月18日、12月25日で、IMALUが審査員長を務めた。この結果、あまからひやしが優勝した。
2019年
この年も1次選考はまず10組が選抜され、2次予選は10月13日、10月14日の両日開催予定だったチバテレビ主催のイベント「スマイルfestivalちば2019 〜飛び出せ3ch!秋の3キューフェス〜」にて公開で行われる予定だった。2次予選出場者はザ・マミィ、吉住、ロマン峠、竹内ズ、おしどり大名（以上10月13日出演予定）、Groovy Rubbish、いかちゃん、ターリーターキー、じぐざぐ、バオバブ（以上10月14日出演予定）。しかし令和元年東日本台風（台風19号）の接近によって、両日ともイベントは中止になり、そのため前年と同じくチバテレビ公式YouTubeで配信されたネタ動画の再生回数を競うことになった。
12月17日、12月24日放送の決勝戦進出者は竹内ズ、おしどり大名、ターリーターキー、Groovy Rubbish。ゲスト審査員は佐藤栞里。
この結果、竹内ズが優勝した。
2020年
この年も1次選考はまず若手95組の中から、マネジャー陣によって「今年の活躍が認められた」とする10組を選抜。選抜されたターリーターキー、ふぁのシャープ、有村、翳りゆく部屋、ネギゴリラ、ゆむら、魂ず、アンダーパー、しんぷる内藤、バローズの10組によって2020年10月16日正午から2020年10月30日正午まで、アップされたネタ動画の再生回数を競い、その回数の多かった上位4組が決勝進出。
12月22日、12月29日放送の決勝進出者はターリーターキー、ふぁのシャープ、しんぷる内藤、バローズ。審査員はNANAMI。
この結果、ターリーターキーが優勝。本大会初の女性優勝者となった。
2021年
前年同様に1次選考はマネジャーらスタッフ陣によって10組が選抜。選ばれたのはなかよし、パルテノンモード、さきぽん、アンダーパー、バローズ、アナクロニスティック、サービスエリア、人間横丁、みたらし祭り、ふぁのシャープ。この10組によって2021年11月1日正午まで、アップされたネタ動画の再生回数を競い、その回数の多かった上位4組が決勝進出。
12月21日、12月28日放送の決勝進出者はなかよし、みたらし祭り、パルテノンモード、サービスエリア。審査員は貴島明日香。
この結果、みたらし祭りが優勝した。
2022年
1次選考に選抜されたのはジャンク、パルテノンモード、ネギゴリラ、人間横丁、春日向のように、いろはラムネ、ぱずるず、スパイシーガーリック、キャプテンバイソン、サービスエリア。この10組によって2022年11月7日正午まで、アップされたネタ動画の再生回数を競い、その回数の多かった上位4組が決勝進出。
12月27日放送の決勝進出者はぱずるず、ジャンク、いろはラムネ、人間横丁。特別審査員はFRUITS ZIPPER（真中まな、櫻井優衣、松本かれん）。
この結果、いろはラムネが優勝した。
2023年
1次選考に選抜されたのはキャプテンバイソン、雨傘、野良凡夫、ソルトレイク、あおいちゃん、パルテノンモード、春日向のように、人間横丁、ペンた丸、バローズ。この10組によって2023年11月6日正午まで、アップされたネタ動画の再生回数を競い、その回数の多かった上位3組が決勝進出。
12月26日放送の決勝進出者は野良凡夫、キャプテンバイソン、あおいちゃん。特別審査員はCANDY TUNE。
この結果、あおいちゃんが優勝した。
2024年
1次選考に選抜されたのは野良凡夫、写実派、めっちゃ最高ズ、炭酸水、ソルトレイク、みたらし祭り、バローズ、キャプテンバイソン、鈴木ジェロニモ、春日向のように。この10組によって2024年11月4日正午まで、アップされたネタ動画のポストへのいいね数を競い、その数の多かった上位3組が決勝進出。
12月24日放送の決勝進出者はソルトレイク、炭酸水、バローズ。特別審査員はSWEET STEADY。
この結果、バローズが優勝した。バローズには千葉テレビの番組「ちば朝ライブ モーニングこんぱす」と「市町村てくてく散歩」への出演権も与えられた。

## テーマ曲

### オープニングテーマ
- オトノ葉Entertainment（ - 2009年5月）[注 8]
- 古坂大魔王（2009年5月 - 2010年9月）
- 平井善之（2010年9月 - 2011年12月）
- ドキドキDOCKIN'（PINKEY、2013年5月 - 7月）
- 白黒つかないfeat.アンジャッシュ(ベッド・イン) (2017年～)

### エンディングテーマ
ただし、放送されない期間もある。
- 笑い続ける花になる（ビジトジ、2005年1月 - ）
- Hello（山本朝海、2006年4月 - ）
- 損と嘘（倉橋ヨエコ、2007年1月 - ）
- L & Style（Timothy Orchestra、2007年3月 - ）
- ソラガアル（ヒビキメロヲ、2007年12月 - ）
- 大東京（gulff、2008年3月 - ）
- タイムマシーン（SUAL拳、2008年6月 - ）
- ありふれたことばもキミの声なら（Passion Party Rockets☆、2008年10月 - ）
- Music Fight!!（浅倉希美、2009年7月 - ）
- Brightness of a heart（*mika*、2009年10月 - 、2011年4月 - 、2011年9月 - ）
- 漢's PANIC -メンズ☆パニック-（韋駄天隊、2010年4月 - ）
- GAGAGA（SDN48、2010年12月 - ）
- It's all right（大原夢果、2011年1月 - ）
- イチバンボシ（TRIPLANE、2011年7月5日 - ）
- ずっとここから（川上ジュリア、2011年8月2日 - ）
- MIN・MIN・MIN（SDN48、2011年10月4日 - ）
- 自己犠牲論（Inpossible、2012年5月1日 - ）
- まいにちが everyday（逢坂みのり、2012年10月 - ）
- 君は僕のもの（畑田紗李、2015年3月）
- Just Run Up（Fis block、2015年4月 - 6月）
- アンビバレンス（SCREEN mode、2015年7月）
- Brand-new land（SCREEN mode、2015年8月 - 9月）
- JIN JIN JIN（こけぴよ、2015年10月）
- BABY♥KISS（2o Love to Sweet Bullet、2015年12月）
- 白黒つかない feat.アンジャッシュ（ベッド・イン、2016年6月 - 2017年5月）
- ISUMI-四季彩の街で-（仮面女子、2017年5月 - ）
- ファンファーレ☆（仮面女子、2021年2月）
- WINGS（ukka、2021年7月）

## 放送局・放送時間

### 現在放送中の局
ネット局に関する最新の状況は、白黒アンジャッシュネット局情報を参照。
| 放送対象地域   | 放送局                                      | 系列                            | 放送日時                    | 放送時期        | 備考 |
| -------------- | ------------------------------------------- | ------------------------------- | --------------------------- | --------------- | --- |
| 千葉県         | 千葉テレビ放送 （チバテレ/CTC） 制作局      | 独立協 （5いっしょ3ちゃんねる） | 火曜 22:00 - 22:30          | 2004年10月7日 - | 過去の放送時間は脚注を参照。 再放送は土曜25:30 - 26:00。 プロ野球・高校野球雨天中止時に穴埋めで再放送されるケースあり。 |
| 栃木県         | とちぎテレビ （とちテレ/GYT）               | 独立協 （5いっしょ3ちゃんねる） | 日曜 14:00 - 14:30 54日遅れ | 2011年4月5日 -  | 2011年4月 - 2014年3月は5いっしょ3ちゃんねる同時ネット。 2014年4月 - 2017年3月はチバテレの本放送と同時ネット。 |
| 埼玉県         | テレビ埼玉 （テレ玉/TVS）                   | 独立協 （5いっしょ3ちゃんねる） | 金曜 25:00 - 25:30 3日遅れ  | 2009年4月7日 -  | 2011年3月までは、火曜24:30 - 25:00に放送。 2011年4月 - 2014年3月は5いっしょ3ちゃんねる同時ネット。 2014年4月 - 2015年9月は火曜 26:00 - 26:30に放送。2015年10月 - ?は水曜23:30 - 24:00に放送。 2014年4月以降は、高校野球などに伴う欠番扱いあり。 |
| 群馬県         | 群馬テレビ （群テレ/GTV）                   | 独立協 （5いっしょ3ちゃんねる） | 金曜 23:30 - 24:00 48日遅れ | 2011年4月5日 -  | 2011年4月 - 2014年3月は5いっしょ3ちゃんねる同時ネット。 2014年4月 - 2015年3月はチバテレの本放送と同時ネット。 2015年4月 - 2015年9月は火曜 25:00 - 25:30に放送。 2015年10月 - 2020年4月1日は木曜 23:30 - 24:00に放送。 2020年4月8日 - 2021年3月は木曜 23:00 - 23:30に放送。 2021年4月 - 2022年3月は月曜 23:30 - 24:00に放送。2022年4月より現在の時間帯で放送。 |
| 神奈川県       | テレビ神奈川 （tvk）                        | 独立協 （5いっしょ3ちゃんねる） | 土曜 26:00 - 26:30 18日遅れ | 2009年4月2日 -  | 2006年4月5日 - 2006年12月27日にも放送していたことがある。 2011年11月1日・2013年1月1日放送はtvkのみ放送なし（欠番扱い） 2011年4月 - 2014年3月は5いっしょ3ちゃんねる同時ネット。 2014年4月 - 7月は火曜 21:00 - 21:30に放送（野球中継などに伴う欠番扱いあり） 2014年8月 - 9月は月曜 26:30 - 27:00に放送。 2018年4月より現在の時間帯で放送。                      |
| 香川県・岡山県 | 西日本放送 （RNC）                          | 日本テレビ系列                  | 火曜 25:29 - 25:59 35日遅れ | 2013年6月11日 - | 447回放送分から放送（ただし、455回・456回は未放送）。 |
| 東京都         | 東京メトロポリタンテレビジョン （TOKYO MX） | 独立協                          | 月曜 27:05 - 27:35 6日遅れ  | 2023年10月2日 - | TOKYO MX1での放送。 2020年10月1日 - 2022年2月24日にも放送していたことがある。 |
| 京都府         | 京都放送 （KBS京都）                        | 独立協                          | 金曜 22:00 ｰ 22:30 31日遅れ | 不明            | 当初は土曜 23:30 - 24:00に、その後は金曜 23:30 ｰ 24:00に放送。 2023年10月4日 - 2024年6月26日は水曜 24:00 - 24:30に放送。 アニメ『【推しの子】』（第2期）放送のため、2024年7月5日より現在の時間帯で放送。 |
| 長野県         | 長野朝日放送 （abn）                        | テレビ朝日系列                  | 月曜 24:50 - 25:20 83日遅れ | 2020年10月6日 - | |
| 福岡県         | TVQ九州放送 （テレQ）                       | テレビ東京系列                  | 火曜 25:30 - 26:00 63日遅れ | 2021年10月5日 - | |

### 過去に放送していた局
| 放送対象地域   | 放送局                        | 系列                | 放送時期                       | 備考 |
| -------------- | ----------------------------- | ------------------- | ------------------------------ | --- |
| 北海道         | 札幌テレビ放送（STV）         | 日本テレビ系列      | 2009年4月5日 - 2024年3月31日   | 日曜 25:30 - 26:00に放送していた（19日遅れ）                                                            |
| 岐阜県         | 岐阜放送（GBS）               | 独立協              | 2006年4月16日 - 2009年8月      | 2007年11月10日に 岐阜市の岐阜放送本社（岐阜シティ・タワー43の4F）で公開収録を開催した（ゲスト：東京03） |
| 山形県         | さくらんぼテレビジョン（SAY） | フジテレビ系列      | 2010年10月4週限定              | |
| 広島県         | 広島ホームテレビ（HOME）      | テレビ朝日系列      | 2011年1月11日 - 不明           | |
| 福岡県         | 九州朝日放送（KBC）           | テレビ朝日系列      | 2011年3月に複数回単発で放送    | |
| 鹿児島県       | 鹿児島讀賣テレビ（KYT）       | 日本テレビ系列      | 2011年4月9日 - 2015年10月4日   | |
| 鳥取県・島根県 | 日本海テレビジョン放送（NKT） | 日本テレビ系列      | 2011年10月10日 - 2012年3月26日 | |
| 熊本県         | 熊本放送（RKK）               | TBS系列             | 2013年5月28日 - 2014年9月21日  | 1度目の放送                                                                                             |
| 熊本県         | 熊本放送（RKK）               | TBS系列             | 2020年4月18日 - 12月27日       | 2度目の放送                                                                                             |
| 宮城県         | 仙台放送（OX）                | フジテレビ系列      | 2013年7月10日 - 2015年10月7日  | |
| 石川県         | テレビ金沢（KTK）             | 日本テレビ系列      | 2015年9月1日 - 不明            | |
| 長崎県         | 長崎放送（NBC）               | TBS系列             | 2015年4月21日 - 2015年9月29日  | |
| 山形県         | テレビユー山形（TUY）         | TBS系列             | 2016年6月9日・7月21日          | 特番として放送。                                                                                        |
| 兵庫県         | サンテレビジョン（SUN）       | 独立協              | 2018年10月12日 - 2020年4月17日 | [ 注 11 ]                                                                                               |
| 静岡県         | 静岡第一テレビ（SDT）         | 日本テレビ系列      | 2019年4月17日 - 2020年6月12日  | [ 注 12 ]                                                                                               |
| 秋田県         | 秋田放送（ABS）               | 日本テレビ系列      | 2020年4月2日 - 6月4日          | [ 注 13 ]                                                                                               |
| 三重県         | 三重テレビ放送（MTV）         | 独立協              | 2005年10月6日 - 2022年3月5日   | 2022年2月8日放送分（千葉テレビ放送での放送日）で打ち切り。                                              |
| 全国           | 第一興商スターカラオケ        | スカパー!チャンネル | 不明                           | |

### 放送時間変更の対応
- 2011年以降、毎年10月下旬-11月上旬には『秋季関東地区高等学校野球大会ダイジェスト〜ROAD TO センバツ〜』が23:00-23:30に放送されるため、当該期間、5いっしょ3ちゃんねる各局では当番組を原則23:30以降に遅らせて放送する（局により放送時間が異なる）。2012年には、チバテレと群テレで21時台（ゴールデンタイム）にずらして対応したこともある。
- 2013年1月1日は、年末年始は他の5いっしょ3ちゃんねる同時放送番組が休止する中、当番組だけは「元日スペシャル」として通常通り放送する。テレ玉のみ同時ネットで、群テレは同日16:30より、とちテレは24:10より放送する。tvkのみ欠番扱いで放送がない（tvkの欠番扱いは2011年11月1日以来、2度目の事例）。

## 関連商品
- 白黒アンジャッシュDVD（2005年6月15日発売）
- 白黒アンジャッシュDVD VOL.2（2007年5月2日発売）
- 白黒アンジャッシュDVD VOL.3（2008年7月25日発売）
- 白黒アンジャッシュDVD VOL.4（2011年7月20日発売）
- 白黒アンジャッシュDVD VOL.5（2011年8月17日発売）